# 優雅的帝國
《優雅的帝國》（：／）為韓國KBS 2TV於2023年8月7日起播出的日日連續劇，由《基督山小姐》的朴基鎬導演與《姊姊們的逆襲》的韓英美編劇合作打造。此劇講述在激烈競爭的娛樂業界積累了名聲和財富的女主人公，經歷正義與真相被巨大力量踐踏及掩蓋後，決意展開復仇以洗清委屈的故事。香港、新加坡由Viu自8月8日起，逢週二至週六下午上線。

## 製作
2023年6月14日，KBS否認《明日如桃》（내일도 복숭아）為2TV日日劇《秘密的女人》的接檔戲，並證實由韓英美執筆、朴基鎬執導的《優雅的帝國》接檔，故事描繪兩名男女展開了淒切又優雅的復仇旅程。7月中下旬，陸續公開讀本會議影像、第2支預告以及2款海報。8月初，公布第3款海報。8月7日上午，舉辦線上製作發表會，由朴基鎬導演、韓英美作家以及金鎮祐、韓智婉、姜律、孫星允、李尚寶出席參與。
朴基鎬表示，本劇是齣輕快的復仇劇，編劇身處娛樂產業環境下，經過了長時間取材，比過往的連續劇更具多樣性。韓英美解釋，本劇是關於不優雅之人的優雅故事，也是優雅之人的不優雅故事；劇情除了富含復仇的狗血元素，也傳遞做人應有的基本態度。

### 選角
2023年6月15日，敲定本劇由金鎮祐、韓智婉、姜律、孫星允、李尚寶領銜主演。金鎮祐是繼《Again My Life》後，時隔1年多回歸小螢幕，也是繼《左撇子妻子》之後，時隔4年再度主演KBS 2TV日日劇，於本劇飾演懷著秘密的完美壞男人。金鎮祐認為，反派很有魅力，劇本也很有趣，令他有挑戰的慾望，想藉此展現不同的樣貌與性格。張基胤因承受父親的虐待而內心扭曲，有著狠毒的慾望和殘忍的野心，雖然表象看似病態，但也有滑稽的一面。韓智婉在同年4月完結的MBC日日劇《魔女的遊戲》中扮演惡女，此次則是飾演捲入意外事件而展開復仇的角色。韓智婉是首次挑戰分飾兩角，她認為這樣的挑戰極具魅力，也能拓展她的戲路。
孫星允是抱持著詮釋惡角至最高點的心態參演，她認為自己和金鎮祐應該一同展現瘋子的面貌，因此用外放又可愛的方式詮釋角色。李尚寶是繼《基督山小姐》後，再度和朴基鎬導演合作，也是他擺脫吸毒嫌疑後的復出作。李尚寶解釋，他所扮演的羅承弼係因失去所愛的女人，而向張基胤復仇的角色，是個看似軟弱，但卻堅強又深情的人物。姜律是首次擔綱地上波劇集主演，雖然感到緊張，但鄭祐赫是個抵抗社會不公義、反抗心強，同時又具有淘氣、青春面貌的角色，而且就像株向日葵，只望著一個女人，角色討喜又可愛。
6月中下旬至7月初，陸續宣布姜成勳、金佳蘭、李禎彬加入演出陣容，本劇也是金佳蘭繼《拜託了，夏天啊》、《秘密的男人》、《國家代表妻子》、《我眼裡的豆莢》後，第5度參演KBS日日劇。7月17日，宣布李美英、金曙曪、南京邑、方炯柱加入配角陣容，而李美英也是繼《基督山小姐》後，再度和朴基鎬導演合作。7月下旬，公布游璋英、金帥妃、金英加入演出陣容，而金帥妃是首次參演電視劇。
金鎮祐為戲減重17公斤，後因健康問題，和劇組商量推遲或更改拍攝日程，但最終仍因體力不支而決定辭演。劇組於9月11日正式對外宣布金鎮祐因個人因素而中途退出，並由與韓英美作家在《姊姊們的逆襲》中合作過的李時剛接替詮釋張基胤一角，於10月9日播出的第33集正式換角。

### 播出
本劇自2023年8月7日起，逢週一至週五晚間7點50分首播。8月11日，因轉播《2023新萬金世界童軍大露營K-Pop Super Live》而暫停播出1次。9月19日與21日，因轉播第19屆杭州亞洲運動會男子E組足球比賽，本劇暫停播出2次，並從9月25日開始，為轉播亞運會其他賽事，而停播2週至10月6日。
10月31日，因轉播KBO附加賽而第5次停播；11月10日，再因轉播KBO系列賽而第6次暫停播出。

### 原聲帶

#### Part 1
| 發行日期：2023年9月1日 | 發行日期：2023年9月1日      | 發行日期：2023年9月1日 | 發行日期：2023年9月1日 | 發行日期：2023年9月1日 | 發行日期：2023年9月1日 | 發行日期：2023年9月1日 |
| 曲序                   | 曲目                        |                        | 作曲                   | 编曲                   | 演唱／演奏             | 时长                   |
| ---------------------- | --------------------------- | ---------------------- | ---------------------- | ---------------------- | ---------------------- | ---------------------- |
| 1.                     | 花兒盛開 꽃이 피고          | So0 孫多願 阿娜伊絲    | 孫多願                 | 孫多願 鄭根帥 劉備     | ROVN                   | 2:03                   |
| 2.                     | 花兒盛開 너만 볼래（Inst.） |                        | 孫多願                 | 孫多願 鄭根帥 劉備     |                        | 2:03                   |
| 总时长：               | 总时长：                    | 总时长：               | 总时长：               | 总时长：               | 总时长：               | 4:06                   |

#### Part 2
| 發行日期：2023年9月25日 | 發行日期：2023年9月25日         | 發行日期：2023年9月25日 | 發行日期：2023年9月25日 | 發行日期：2023年9月25日 | 發行日期：2023年9月25日 | 發行日期：2023年9月25日 |
| 曲序                    | 曲目                            |                         | 作曲                    | 编曲                    | 演唱／演奏              | 时长                    |
| ----------------------- | ------------------------------- | ----------------------- | ----------------------- | ----------------------- | ----------------------- | ----------------------- |
| 1.                      | 可憐的愛情 가여운 사랑          | 李仁 阿娜伊絲           | 劉備 鄭根帥             | 劉備 鄭根帥             | 李仁                    | 4:03                    |
| 2.                      | 可憐的愛情 가여운 사랑（Inst.） |                         | 劉備 鄭根帥             | 劉備 鄭根帥             |                         | 4:03                    |
| 总时长：                | 总时长：                        | 总时长：                | 总时长：                | 总时长：                | 总时长：                | 8:06                    |

#### Part 3
| 發行日期：2023年10月17日 | 發行日期：2023年10月17日 | 發行日期：2023年10月17日 | 發行日期：2023年10月17日 | 發行日期：2023年10月17日 | 發行日期：2023年10月17日 | 發行日期：2023年10月17日 |
| 曲序                     | 曲目                     |                          | 作曲                     | 编曲                     | 演唱／演奏               | 时长                     |
| ------------------------ | ------------------------ | ------------------------ | ------------------------ | ------------------------ | ------------------------ | ------------------------ |
| 1.                       | 優雅地 우아하게          | 劉備 鄭根帥 阿娜伊絲     | 劉備 鄭根帥              | 劉備 鄭根帥 孫多願       | 李多英                   | 3:08                     |
| 2.                       | 優雅地 우아하게（Inst.） |                          | 劉備 鄭根帥              | 劉備 鄭根帥 孫多願       |                          | 3:08                     |
| 总时长：                 | 总时长：                 | 总时长：                 | 总时长：                 | 总时长：                 | 总时长：                 | 6:16                     |

#### Part 4
| 發行日期：2023年11月1日 | 發行日期：2023年11月1日      | 發行日期：2023年11月1日 | 發行日期：2023年11月1日 | 發行日期：2023年11月1日 | 發行日期：2023年11月1日 | 發行日期：2023年11月1日 |
| 曲序                    | 曲目                         |                         | 作曲                    | 编曲                    | 演唱／演奏              | 时长                    |
| ----------------------- | ---------------------------- | ----------------------- | ----------------------- | ----------------------- | ----------------------- | ----------------------- |
| 1.                      | 只想著你 그대만그려          | 李仁 阿娜伊絲           | 劉備 鄭根帥             | 劉備 鄭根帥 孫多願      | Rami Nu                 | 3:25                    |
| 2.                      | 只想著你 그대만그려（Inst.） |                         | 劉備 鄭根帥             | 劉備 鄭根帥 孫多願      |                         | 3:25                    |
| 总时长：                | 总时长：                     | 总时长：                | 总时长：                | 总时长：                | 总时长：                | 6:50                    |

#### Part 5
| 發行日期：2023年12月7日 | 發行日期：2023年12月7日 | 發行日期：2023年12月7日 | 發行日期：2023年12月7日 | 發行日期：2023年12月7日    | 發行日期：2023年12月7日 | 發行日期：2023年12月7日 |
| 曲序                    | 曲目                    |                         | 作曲                    | 编曲                       | 演唱／演奏              | 时长                    |
| ----------------------- | ----------------------- | ----------------------- | ----------------------- | -------------------------- | ----------------------- | ----------------------- |
| 1.                      | 一個人 한사람           | 阿娜伊絲 MEAN Wavelet   | 劉備 Winter Wavelet     | 劉備 鄭根帥 孫多願         | Rami Nu                 | 3:57                    |
| 2.                      | 一個人 한사람（Inst.）  |                         | 劉備 Winter Wavelet     | 劉備 Winter Wavelet 鄭根帥 |                         | 3:57                    |
| 总时长：                | 总时长：                | 总时长：                | 总时长：                | 总时长：                   | 总时长：                | 7:54                    |

#### Part 6
| 發行日期：2023年12月19日 | 發行日期：2023年12月19日 | 發行日期：2023年12月19日 | 發行日期：2023年12月19日 | 發行日期：2023年12月19日 | 發行日期：2023年12月19日 | 發行日期：2023年12月19日 |
| 曲序                     | 曲目                     |                          | 作曲                     | 编曲                     | 演唱／演奏               | 时长                     |
| ------------------------ | ------------------------ | ------------------------ | ------------------------ | ------------------------ | ------------------------ | ------------------------ |
| 1.                       | 那愛情 그 사랑           | 阿娜伊絲 劉備 Winter     | 劉備 Winter              | 劉備 Winter 鄭根帥       | 李仁                     | 4:02                     |
| 2.                       | 那愛情 그 사랑（Inst.）  |                          | 劉備 Winter              | 劉備 Winter 鄭根帥       |                          | 4:02                     |
| 总时长：                 | 总时长：                 | 总时长：                 | 总时长：                 | 总时长：                 | 总时长：                 | 8:04                     |

#### Part 7
| 發行日期：2023年12月25日 | 發行日期：2023年12月25日 | 發行日期：2023年12月25日 | 發行日期：2023年12月25日 | 發行日期：2023年12月25日 | 發行日期：2023年12月25日 | 發行日期：2023年12月25日 |
| 曲序                     | 曲目                     |                          | 作曲                     | 编曲                     | 演唱／演奏               | 时长                     |
| ------------------------ | ------------------------ | ------------------------ | ------------------------ | ------------------------ | ------------------------ | ------------------------ |
| 1.                       | 雪花 눈꽃                | 河普美                   | 河普美 金波浪            | 金聖宗 河普美            | 金波浪                   | 4:00                     |
| 2.                       | 雪花 눈꽃（Inst.）       |                          | 河普美 金波浪            | 金聖宗 河普美            |                          | 4:00                     |
| 总时长：                 | 总时长：                 | 总时长：                 | 总时长：                 | 总时长：                 | 总时长：                 | 8:00                     |

#### Part 8
| 發行日期：2024年1月4日 | 發行日期：2024年1月4日      | 發行日期：2024年1月4日 | 發行日期：2024年1月4日 | 發行日期：2024年1月4日 | 發行日期：2024年1月4日 | 發行日期：2024年1月4日 |
| 曲序                   | 曲目                        |                        | 作曲                   | 编曲                   | 演唱／演奏             | 时长                   |
| ---------------------- | --------------------------- | ---------------------- | ---------------------- | ---------------------- | ---------------------- | ---------------------- |
| 1.                     | 我的愛情 나의 사랑          | 劉備 鄭根帥 李仁       | 李仁 阿娜伊絲          | 劉備 鄭根帥            | 李仁                   | 4:23                   |
| 2.                     | 我的愛情 나의 사랑（Inst.） |                        | 劉備 鄭根帥 李仁       | 劉備 鄭根帥            |                        | 4:23                   |
| 总时长：               | 总时长：                    | 总时长：               | 总时长：               | 总时长：               | 总时长：               | 8:46                   |

## 演員與角色

### 主要人物
- 金鎮祐（第1-32集）／李時剛（第33-105集）[25]飾演張基胤[註 1]（粵語配音：周倚天）

37歲，不缺外貌和財力的完美男人，但實際上他在嚴格的爸爸下得到心理創傷，以及天生的野心使整個內心扭曲。對於不惜一切得到想要的東西的他來說，唯一重要的就是自己。他從一開始就不滿意妻子珠鏡，因為妻子有聰明的才智，深得父親愛戴，令他加重了刻骨銘心的自卑感，忌妒和憎惡妻子的能力。儘管如此，他還是很重視女兒需芽。愛情在他眼中也只有在利用價值時才有意義，不管是賈桂琳還是徐希在，他總是在愛情之前錙銖必較。當他準備向更高處邁出一步的時候，還沒來得及知道在盡頭等待自己，只有遙遠的懸崖。
- 韓智婉飾演徐希在（鈴木珠晴）（粵語配音：顧詠雪）

35歲，個人資產達10萬億韓元的在日僑胞大財閥鈴木大和的獨生女。她在高中時期為了尋根而到訪韓國，結識了外貌、品格和興趣都一模一樣的珠鏡，兩人就像雙胞胎一樣的朋友。但是，珠鏡後來卻因意外去世，她對此十分悲傷，但卻被珠鏡的前夫基胤吸引著。她動搖著基胤、他的家庭和「優雅的帝國」公司。她以致命的魅力和頭腦俘獲了基胤，並揭開了娛樂業界頂端的悽慘秘密。
- 韓智婉飾演申珠鏡[註 3]（粵語配音：顧詠雪）

35歲，讓人心情愉悅的溫暖女人，雖然是孤兒院出身，但痛苦的過去讓她更加堅強。她與初戀基胤結婚，生下漂亮女兒需芽時，相信自己已經實現了夢想中的完美家庭，但這種信任隨即崩潰。她的丈夫外遇、冤枉殺人、最後離婚，自己的一切依次被奪走。為了找回女兒需芽，她鼓起勇氣向著成功奔跑，但是基胤卻密謀殺死她。在經歷了妹妹禮鏡死亡的悲劇後，她決定向基胤復仇。
- 姜律飾演鄭祐赫[註 4]（粵語配音：陳成港）

29歲，對他來說愛情雖然還很陌生，但足以填滿空蕩蕩的心。雖然辜負了單親媽媽的期待，放棄媽媽盼望的公務員考試走上演員之路，但他卻等待著無法拒絕的夢想和命運。他遇到珠鏡後隨即被她吸引著，並牽連進珠鏡殘酷的命運。每當珠鏡讓他心痛的時候，他都會守護在她身邊。
- 孫星允飾演賈桂琳·泰勒（崔旼夏[註 5]（粵語配音：成樂怡）

36歲，半數美國人熟知，擁有巨大財力和美貌的女子。與華麗的外表不同，她內心因長期被虐待而變得極度脆弱，但是她不想讓任何人知道這個事實，相信只有裝作堅強才能守護自己。她亦因此接受承弼提議的復仇計劃，姐姐的死對她來說毫無意義，唯一的目的就是把「優雅的帝國」弄到手。
- 李尚寶飾演羅承弼（粵語配音：李家傑）

38歲，一個默默忍受悲慘命運的男人，當真心相愛的銀夏被基胤悽慘地害死時，他開始計劃消除血債的復仇。他在之後前往美國，成功說服銀夏的妹妹賈桂琳投入復仇行列，但因為無法控制賈桂琳的行動而非常焦急。雖然對基胤的報復心沒有消減，但在復仇過程中，他得知珠鏡所經歷的痛苦令他忍俊不禁。有可能出於負罪感和同情心，最終，他幫助珠鏡復仇，給她創造新的生活。

### 基胤家
- 南京邑飾演張昌盛

66歲，韓國最優秀的娛樂公司「優雅的帝國」娛樂公司的創辦人，他唯一關心的事就是堅守自己一生所創造的大帝國。因此，他對旁人非常狠毒，足以給自己的獨子留下一生的陰影。由於基胤辜負他的期望，因此將會長之位傳承給兒媳珠鏡。但他不知道這會給自己、珠鏡和公司帶來無法挽回的風暴。
- 金曙曪飾演洪慧琳（粵語配音：黎皓宜）

62歲，昌盛的妻子，基胤的媽媽。她不愧是「優雅的帝國」的女主人，追求華麗高級的生活。她雖然處處無視基層出身的珠鏡，但背後隱藏著對卑微過去的羞恥心。為了兒子的未來，她不惜給兒媳扣上殺人罪，並將兒子任命為新任會長。她被賈桂琳的錢所迷惑，最終被目中無人的賈桂琳所魚肉。
- 尹採䛔飾演張需芽

7歲，珠鏡和基胤的女兒，是珠鏡活著的唯一理由。她在一夕間與媽媽分開，受不了爸爸和繼母的惡劣對待，因此閉口不談任何事情。雖然暫時蜷縮在陌生而殘酷的周邊環境中，但她小小的心中卻有著堅定的信任，相信媽媽總有一天會回到自己的身邊。

### 祐赫家
- 金美蘿飾演鄭晙熹[註 6]

53歲，祐赫的媽媽，清潔工人。即使沒有爸爸，也端正地培養了獨生子祐赫。她堅決反對兒子成為演員的夢想，但她極度忌諱讓祐赫露臉的理由其實另有其因。這是任何人都不能知道，也不能告訴兒子的可怕真相。
- 姜成勳飾演鄭守護

43歲，晙熹的弟弟，祐赫的舅舅，第二金融圈貸款企業東主。他以警察出身的履歷和資金週轉能力為基礎，每當祐赫遇到困難時都會伸出援手。

### 英蘭家
- 李美英飾演禹英蘭（粵語配音：羅婉楓）

64歲，喜讚的妻子，成日的前妻。她是演員圈的中堅演員，自豪感比誰都高，但現實是只能扮演保姆的角色。雖然與前夫的關係破裂，但是基於情誼下無法阻止是丈夫故鄉朋友的前夫經常進出家門的行為。當她的摯友慧琳虐待兒媳婦珠鏡時，她總是站在珠鏡這一邊，是很有義氣、能分辨事理的人。
- 方亨柱飾演梁喜讚（粵語配音：郭湛深）

64歲，執政黨黨魁候選人，重量級的三選國會議員。他對沒有得到父親的愛和支持的基胤來說，是如同他父親一樣的存在。為了自己的政治慾望，他不惜將有婦之夫基胤和財閥賈桂琳聯繫在一起，但在自己的妻子英蘭面前卻變得異常渺小。
- 金帥妃飾演梁閃耀

25歲，英蘭和喜讚的獨生女，雖然應該像父母的期待那樣乖乖地留學，但卻偷偷回國，以「Hyunta」的藝名過着BJ生活。她與偶然認識的禮鏡結緣，並單戀一見鍾情的祐赫。

### 優雅的帝國娛樂公司
- 金佳蘭飾演吳娜熙

30歲，自稱是公司招牌女演員，雖然不想放棄女演員的自尊心，但是因為單純的大腦每次都會丟臉。她在見到自稱是清朝皇室後代的王真八時，還以為人生逆轉的機會終於到手了，但現實卻是陷入騙局的眼淚心境採訪秀。儘管如此，她還是堅定地對着鏡頭露出燦爛的微笑。
- 金英飾演尹志太（粵語配音：陳漢祺）

33歲，靠著經紀公司的力量，掩飾演技的不足，是一位平庸的演員。但他最缺乏的不是演技，而是正確的人性。他讓交往的女人懷孕後卻不顧而去，還害怕被大眾揭穿他的真面目。
- 游璋英飾演趙文昌

38歲，優雅的帝國本部長，自稱是基胤的右臂，現實是為基胤和所屬演員收拾殘局，連伸腰的時間都沒有的上班族。
- 鄭輝郁飾演池浩碩（粵語配音：郭湛深）

30歲，優雅的帝國室長，藝人的經紀人。
- 李奎英飾演卓成久（粵語配音：陳漢祺）

34歲，優雅的帝國子公司「Starcop」的社長，基胤的心腹，負責各種髒活和善後處理，是帶頭處理基胤犯下的各種罪行的人。

### NA娛樂公司
- 權五鉉飾演黃成日（粵語配音：何家裕）

65歲，英蘭的前夫，熙燦的故鄉朋友。雖然是老前輩元老級演員，但現實卻是給公司帶來負收益的過時演員。他現在經常出入熙燦的家，忍受著孤獨的生活，如果早知道身邊沒有家人是一件如此刺骨的事情，他就不會對英蘭不忠。雖然表面上看起來是個貪圖零錢的小氣老人，但他是一個很有情義、很會照顧身邊人的溫暖男人。
- 李禎彬飾演申禮鏡（粵語配音：羅婉楓）

32歲，與珠鏡一起在孤兒院長大的親生妹妹，性格剛強明朗，不辭辛勞，NA娛樂公司所屬的經紀人，親自提拔光娜成為BJ。因為她的家人只有姐姐珠鏡，所以完全依靠她。因為兩人是姊妹，只要是為了姐姐的事情，她就會毫不猶豫地站出來，從而捲入基胤的陰謀之中，甚至導致腿部嚴重受傷。雖然她堅持到最後一直守在珠鏡身邊，但命運最終還是將兩人分開。
- 米昭潤飾演奉美禮（粵語配音：黎皓宜）

36歲，珠鏡的獄友，因憧憬在監獄裏通過珠鏡接觸到的經紀人工作，所以在出獄後到了NA娛樂公司工作。她擁有的只有不屈不撓的意志和開朗活潑的性格，雖然有很多失誤，但無論誰說什麼，她都擁有鋼鐵精神的人。她與公司的羅承弼代表是故鄉校友，也是他的初戀情人。
- 黃大起飾演奇太平（粵語配音：郭湛深）

27歲，最晚加入NA娛樂公司的經紀人，因為是珠鏡死後入職的，所以對珠鏡不太瞭解。

## 分集劇情
| 集數 | 標題                                                                 | 導演   | 編劇   | 首播日期       | 南韓收視人數 （百萬） |
| --- | -------------------------------------------------------------------- | ------ | ------ | -------------- | --------------------- |
| 1 | 미안! 뺨 3초만 빌릴게요!                                             | 朴基鎬 | 韓英美 | 2023年8月7日   | 1.496                 |
| 張昌盛會長（南京邑飾演）逝世一週年追慕會上，繼承其衣缽的兒子張基胤（金鎮祐飾演）企圖推行VK媒體文化事業，來擴張事業版圖，同時與NA娛樂代表羅承弼（李尚寶飾演）互別苗頭。洪慧琳（金曙曪飾演）對丈夫的死毫不悲傷，令禹英蘭（李美英飾演）感到不可思議。尹志太（金英飾演）仗著優雅的帝國（WJ娛樂）的背景雄厚，而成為男主角，但因自卑感作祟，因此故意NG，不斷重複毆打鄭祐赫（姜律飾演）的戲份。經紀人奉美禮（米昭潤飾演）為了替祐赫出氣，用頭撞了志太的臉，WJ娛樂便要求祐赫退出劇組，來換取和解。徐希在（韓智婉飾演）來到韓國，前往NA娛樂尋找好友申珠鏡（韓智婉飾演），眾人驚訝兩人長相相似。希在為了躲避日本黑衣人的追趕，不僅變裝，還拉路過的基胤假扮親熱中的情侶。                                 |                                                                      |        |        |                |                       |
| 2 | 많이 기다렸지? 내가 왔어!                                            | 朴基鎬 | 韓英美 | 2023年8月8日   | 1.496                 |
| 希在給基胤留下強烈的印象後離去，使基胤難以忘懷。祐赫謊騙母親鄭晙熹（金美蘿飾演），使晙熹以為他在準備公務員考試。希在原受珠鏡之邀，來到韓國和她一起工作，卻從承弼口中，得知珠鏡一年前死於一場車禍。基胤的第二任妻子賈桂琳·泰勒（孫星允飾演）如實承認不喜歡同慧琳外出，令慧琳火冒三丈。祐赫來到珠鏡的靈骨塔前傾訴心事，巧遇前來悼念的希在。希在為了在NA娛樂工作，決定解決祐赫的下車危機。希在發現志太裝病，於是跑到WJ娛樂大鬧。基胤表明願意協助希在，但條件是請他吃飯。NA娛樂獲知祐赫能夠繼續參演，希在這才得知基胤是WJ娛樂的會長，即珠鏡的丈夫。 |                                                                      |        |        |                |                       |
| 3 | 모른 척 해줄게. 나 때문에 흔들리는 거...                             | 朴基鎬 | 韓英美 | 2023年8月9日   | 1.481                 |
| 希在向基胤傾訴失去摯友的心境，基胤便提議希在請他喝酒。承弼未見賈桂琳履行計劃，而賈桂琳不滿承弼總是不請自來。承弼在酒吧看見希在和基胤，便拍下基胤送希在回飯店的畫面，傳送給賈桂琳，令賈桂琳嫉妒心爆發。希在在WJ娛樂再次遇見基胤，卻不小心把餐盤打翻在基胤身上。希在買了新西裝，送來基胤的辦公室，想親自為基胤換裝，但基胤得知她是NA娛樂的本部長，因此開始提防她，此景象剛巧被賈桂琳撞見。 |                                                                      |        |        |                |                       |
| 4 | 당신을 내 옆에 두고 싶어!                                            | 朴基鎬 | 韓英美 | 2023年8月10日  | 1.519                 |
| 希在向賈桂琳表明自己是珠鏡的朋友。希在鼓勵祐赫用演技打敗志太，並以知悉志泰的秘密來威脅志太，祐赫則一直憶起珠鏡。希在為Hyunta（金帥妃飾演）談成化妝品代言合約，令原本身為代言人的吳娜熙（金佳蘭飾演）及她所屬公司WJ娛樂急跳腳。NA娛樂的藝人黃成日（權五鉉飾演）聽聞希在是身家逾10兆的日本財閥鈴木大和（韓相奉飾演）的千金後，向基胤炫耀，於是基胤開始暗中調查希在。希在的信用卡被父親停卡，基胤便爽快地借了她巨額支票。基胤越是和希在相處，越是想起珠鏡而悲傷，並聲稱是為了女兒需芽（尹採䛔飾演）才迅速再婚。賈桂琳和承弼目睹基胤和希在私會；祐赫聽見基胤向希在告白，而辱罵了二人。 |                                                                      |        |        |                |                       |
| 5 | 그래서 쉬웠어, 그 남자를 내 걸로 만드는 거!                          | 朴基鎬 | 韓英美 | 2023年8月14日  | 1.404                 |
| 祐赫不滿希在被挖角。鈴木要求希在同他返回日本遭拒，希在被迫繳出父親給予她的所有物質，並住進NA娛樂的員工宿舍。賈桂琳對希在充滿敵意，並貶低珠鏡，希在便反斥賈桂琳介入珠鏡的婚姻。基胤透過監視器，發現賈桂琳暗中潛入他的書房。希在得知需芽不再說話，而受到衝擊。希在受邀前往基胤家，她婉拒了基胤的挖角，卻不小心打翻紅酒。希在換上賈桂琳的衣物後，基胤被她所吸引。賈桂琳剛巧返家，氣憤地掌摑希在，希在也賞了回去。 |                                                                      |        |        |                |                       |
| 6 | 용서받을 기회를 주마                                                 | 朴基鎬 | 韓英美 | 2023年8月15日  | 1.598                 |
| 希在在基胤家，看著因思念母親而不再開口說話的需芽，以及發飆的賈桂琳，她誓言對基胤展開報復。 10年前，承弼負責的藝人兼女友崔銀夏（姜藝瑟飾演）在遭到基胤侵犯而懷孕後，選擇跳樓自殺。承弼決定告發基胤，卻被誣陷為侵犯銀夏、涉嫌貪污的犯人。昌盛得知基胤的惡行後，嚴厲教訓基胤，但為了保護公司而隱瞞真相。昌盛很看重身為WJ娛樂本部長的珠鏡，基胤為了獲得父親的認可，決定遵照父親的意思，設法和珠鏡結婚。基胤向珠鏡道別，珠鏡察覺有異，便趕到頂樓，對喬裝想跳樓的基胤伸出援手。基胤抓住珠鏡的手，並向珠鏡求婚。 |                                                                      |        |        |                |                       |
| 7 | 그때 그 손을 잡지 말았어야 했다.                                     | 朴基鎬 | 韓英美 | 2023年8月16日  | 1.344                 |
| 珠鏡幼時在孤兒院初見基胤時，便對基胤產生好感。慧琳得知昌盛想撮合基胤和珠鏡，便以死相逼，但昌盛無動於衷。入獄的承弼奉勸珠鏡看清基胤。基胤聲稱喜歡珠鏡很久了，並猛烈追求、公然親吻珠鏡。 珠鏡嫁給基胤後，育有一女需芽。珠鏡悉心照料患病的昌盛，但慧琳卻擔心昌盛將公司交給珠鏡，而虐待珠鏡。祐赫認真的態度，吸引珠鏡的注意。基胤在好萊塢出差時，得知賈桂琳是有名氣的財閥。承弼前往機場迎接賈桂琳，偶遇出差回國的基胤。基胤被賈桂琳吸引，卻對前來接機的珠鏡咆哮。 |                                                                      |        |        |                |                       |
| 8 | 난 위험한 여자는 다루지 않습니다                                     | 朴基鎬 | 韓英美 | 2023年8月17日  | 1.343                 |
| 基胤未能讓娜熙進軍好萊塢，而要求珠鏡對昌盛撒謊。昌盛為了守護公司，打算將會長一職交棒給珠鏡，並暗中將股票贈予珠鏡。承弼為了向基胤復仇，而拉攏銀夏被收養至美國的妹妹賈桂琳，然而賈桂琳的目的卻是奪取WJ娛樂，並向拋棄她的生母復仇。基胤的高壓教育，使需芽受驚而失禁，珠鏡和妹妹申禮鏡（李禎彬飾演）為此和基胤爭執。基胤和賈桂琳在飯店偶遇，兩人之間產生強烈的吸引力，但基胤卻故意拒絕賈桂琳的誘惑。珠鏡教訓讓女友墮胎的志太，並向志太的女友致歉。基胤和慧琳發現珠鏡是昌盛的保險受益人後，對珠鏡施暴。 |                                                                      |        |        |                |                       |
| 9 | 악연의 끝은....! 둘 중 하나는 이 바닥에서 사라지는 거겠죠.           | 朴基鎬 | 韓英美 | 2023年8月18日  | 1.496                 |
| 基胤和慧琳咬定珠鏡是覬覦昌盛的財產，慧琳用杯子砸傷珠鏡。珠鏡不願讓需芽承繼她的身世，基胤也礙於昌盛的承諾，而不打算離婚。基胤不滿珠鏡簽下沒有知名度的祐赫，而對趙文昌（游璋英飾演）組長拳打腳踢，祐赫便以不當解僱和暴行錄影嚇阻基胤。基胤假裝無視就任畫廊館長的賈桂琳，成功引起賈桂琳的注意。英蘭的丈夫，即國會議員梁喜讚（方亨柱飾演）刻意撮合基胤和賈桂琳，企圖讓賈桂琳投資基胤的新開發項目。珠鏡懷疑基胤對賈桂琳有好感，並坦承懷有身孕，基胤卻不想要珠鏡肚裡的孩子。 |                                                                      |        |        |                |                       |
| 10 | 사람 안심 시켜놓고...이렇게 뒤통수를 쳐?                             | 朴基鎬 | 韓英美 | 2023年8月21日  | 1.454                 |
| 珠鏡為了守住家庭，決定辭職，讓基胤有機會坐上會長之位，藉此阻止基胤和賈桂琳碰面。基胤的爽約，引發賈桂琳的怒火。珠鏡發現基胤日後還是見了賈桂琳，甚至在賈桂琳面前貶低她。賈桂琳得知基胤一直未獲昌盛認可的傷處後，想起幼時受虐的經歷，並對基胤動情。傷心欲絕的珠鏡，掌摑基胤，並做好拋棄基胤的準備。張會長在公司創立紀念日上，突然宣布把會長之位交棒給珠鏡。 |                                                                      |        |        |                |                       |
| 11 | 남편이 있어야 할 곳은 그 여자 옆이 아니라...나와 수아가 있는 집이야. | 朴基鎬 | 韓英美 | 2023年8月22日  | 1.513                 |
| 創立紀念會場上，基胤公然辱罵珠鏡，慧琳則對珠鏡施暴，英蘭、祐赫、禮鏡則出面制止慧琳母子倆、拯救珠鏡。基胤和喜讚想說服賈桂琳投入巨額資金，藉此奪得會長之位；承弼則恥笑基胤，把基胤惹怒。珠鏡被任命為WJ娛樂的會長，受到員工們的歡迎。基胤徹夜未歸，並與賈桂琳發生關係。珠鏡和員工到飯店開會，卻撞見基胤和賈桂琳公然偷情。 |                                                                      |        |        |                |                       |
| 12 | 날 원하면 내가 원하는 걸 갖고 와!                                    | 朴基鎬 | 韓英美 | 2023年8月23日  | 1.540                 |
| 珠鏡試圖說服基胤返家，並掌摑以需芽刺激她的賈桂琳，結果基胤不僅回絕珠鏡，還為賈桂琳回摑珠鏡。慧琳得知基胤係因外遇而不回家後，便跑到飯店教訓賈桂琳，但當她得知賈桂琳的身價後，態度大轉變，甚至侮辱珠鏡，令英蘭啞口無言。祐赫為了安慰珠鏡，送新生兒用品給珠鏡。珠鏡狀告昌盛，昌盛便憤怒地喚來基胤與賈桂琳，並把湯往賈桂琳身上灑。 |                                                                      |        |        |                |                       |
| 13 | 결국 네가 날 지옥에 떨어뜨리는구나                                   | 朴基鎬 | 韓英美 | 2023年8月24日  | 1.432                 |
| 賈桂琳怒嗆昌盛是個失格的父親，基胤也不再畏懼昌盛，並坦言從沒愛過珠鏡。珠鏡得知婚姻只是基胤算計過的謊言，決定和基胤離婚。經珠鏡報告，昌盛得知基胤為了開展VK媒體文化事業，而以公司資產作為擔保借了巨款，於是廢止基胤的計劃；此舉不僅威脅到基胤和賈桂琳，也阻礙喜讚從中取得政治獻金。基胤為了不被昌盛阻饒，假裝回歸家庭，暗地裡則教唆卓成久（李奎英飾演）誣陷珠鏡涉犯貪污罪，意圖把珠鏡從會長之位拉下。 |                                                                      |        |        |                |                       |
| 14 | 행운이 안 온다면...만들어야겠지?                                     | 朴基鎬 | 韓英美 | 2023年8月25日  | 1.481                 |
| 有人匿名向警方舉報珠鏡挪用公款在美國置產，珠鏡因此被警方帶走訊問，基胤、喜讚、賈桂琳為此慶祝。承弼不想因復仇而波及珠鏡。祐赫質疑是基胤所為，追查過後，發現匿名舉報的IP地址，是WJ旗下的子公司。祐赫同禮鏡狀告昌盛，昌盛便威脅基胤讓珠鏡無罪釋放，否則將告發基胤的惡行。基胤怨恨昌盛待他不如珠鏡，因此對昌盛投入過量的藥劑後，落荒而逃。昌盛病危，便暗中將助聽器交付需芽。珠鏡返家探望昌盛，昌盛卻因身體不適而掙扎，並意外被花瓶砸傷。 |                                                                      |        |        |                |                       |
| 15 | 원하는 걸 가질 수 있다면 악마가 되는 것도 나쁘진 않아.               | 朴基鎬 | 韓英美 | 2023年8月28日  | 1.458                 |
| 昌盛搶救無效身亡。賈桂琳開心地前往昌盛的喪禮，並受到基胤、慧琳的關心，祐赫卻當眾辱罵和基胤外遇的賈桂琳，替珠鏡出氣。在昌盛的喪禮上，珠鏡被依蓄意殺害昌盛之罪嫌逮捕。WJ娛樂的股價和演員的工作，因醜聞而受到影響。出於基胤的陰謀，律師拒絕為珠鏡辯護。賈桂琳入住張家；需芽因無法見到珠鏡而傷心；禮鏡被趕出張家。慧琳在法庭上做了虛假陳述，謊稱目擊珠鏡謀害昌盛的過程。被誣陷的珠鏡，受到打擊而當庭昏厥。 |                                                                      |        |        |                |                       |
| 16 | 이혼 만이...살길이야.                                                | 朴基鎬 | 韓英美 | 2023年8月29日  | 1.572                 |
| 珠鏡流產而崩潰，基胤、賈桂琳卻無動於衷，慧琳則說服自己別有罪惡感。基胤為了停止公司虧損，一心想坐上會長之位。賈桂琳拒絕基胤送的婚戒，要求他拿離婚證書來換取她的投資，但珠鏡堅持不蓋章。需芽和同學為珠鏡而打架，賈桂琳便指導基胤以此動搖珠鏡。禮鏡為了拯救珠鏡，向張家人下跪，基胤便以離婚作為無罪釋放的條件。珠鏡為了需芽，決定和基胤離婚，並將昌盛的股份、保險金讓渡給基胤。基胤如願以償後，卻只幫珠鏡洗刷殺人罪嫌，並誣陷珠鏡涉犯貪污罪，要珠鏡為此鋃鐺入獄。 |                                                                      |        |        |                |                       |
| 17 | 아니, 영원히 우아한 제국에 못 돌아와!                                | 朴基鎬 | 韓英美 | 2023年8月30日  | 1.636                 |
| 需芽為了見珠鏡而蹺課。當大家著急地尋找需芽時，祐赫在法院門口找到需芽。珠鏡和需芽相擁後，坐上囚車、前往監獄。基胤質疑是祐赫帶走需芽，兩人因此發生肢體衝突。英蘭出面勸架，賈桂琳卻暗中威嚇需芽。祐赫、禮鏡對基胤砸雞蛋，懲罰他食言。基胤與賈桂琳結婚後，動員各種手段把祐赫趕出WJ娛樂，慧琳也開始過著服侍賈桂琳的日子。基胤拔擢文昌為本部長，唆使他剝奪祐赫的試鏡機會、叫祐赫打雜。承弼得知祐赫的處境後，創立了NA娛樂，並挖角祐赫，但祐赫為了等待珠鏡歸來，甘願待在WJ娛樂，忍受所有屈辱。 |                                                                      |        |        |                |                       |
| 18 | 내가 자비를 베풀 기회를 안주네!                                      | 朴基鎬 | 韓英美 | 2023年8月31日  | 1.487                 |
| 賈桂琳以教育為由，打了祐赫；祐赫再也無法忍受基胤、賈桂琳的作為，便決定跳槽到NA娛樂。賈桂琳無禮對待英蘭，使英蘭拒絕繼續和張家人往來。基胤為了防止喜讚抽手，而說服賈桂琳向英蘭致歉。英蘭不接受賈桂琳沒有誠意的道歉，而對她撒鹽巴。需芽聯絡祐赫，透過祐赫把信轉交給珠鏡。基胤為了阻礙禮鏡尋找珠鏡無罪的證據，便教唆成久以神秘人的身份，謊稱握有證據，將禮鏡引誘到故障的停車塔，導致禮鏡連人帶車墜落停車塔井底。禮鏡大難不死，卻發現左腳失去知覺而崩潰。需芽不認賈桂琳為母親，令賈桂琳大發脾氣，誹謗珠鏡為殺人犯，導致需芽精神崩潰。 |                                                                      |        |        |                |                       |
| 19 | 죽거나..미치거나...둘 중 하나겠지                                    | 朴基鎬 | 韓英美 | 2023年9月1日   | 1.555                 |
| 需芽受驚而昏厥，慧琳為此掌摑賈桂琳，英蘭也責難賈桂琳沒有為人母的資格。需芽患上小兒憂鬱症，併發記憶障礙，而失去對珠鏡的記憶。賈桂琳決定趁虛而入，要求慧琳別再干涉孩子的教育，並同基胤謊稱需芽是因為珠鏡才患病，對珠鏡申請禁制令。珠鏡受到衝擊，試圖上吊自殺。祐赫得知珠鏡自殺未果後，搞砸了基胤和賈桂琳的婚紗拍攝。基胤解雇了禮鏡等人，也在喜讚的同意下，和成日解約。珠鏡受到祐赫的鼓舞，決定為了需芽堅強地活下去。 |                                                                      |        |        |                |                       |
| 20 | 넌 오늘부터 접근금지야!                                              | 朴基鎬 | 韓英美 | 2023年9月4日   | 1.603                 |
| 基胤對於公司和NA娛樂同在一棟大樓感到厭煩，禮鏡、成日則加入NA娛樂。祐赫請求基胤解除珠鏡對需芽的禁制令不成，反而引發肢體衝突。祐赫迎接珠鏡出獄，珠鏡這才得知禮鏡跛腳。祐赫陪同珠鏡來到幼稚園，需芽卻不認得珠鏡，反而認賈桂琳為母親。珠鏡感到自責，祐赫安慰了她。英蘭刻意使喚賈桂琳洗碗，賈桂琳卻摔破她的碗盤。珠鏡受承弼之邀加入NA娛樂，令賈桂琳感到不安，而慫恿慧琳驅趕珠鏡，但珠鏡不為所動，反而警告慧琳勿再恣意妄為。 |                                                                      |        |        |                |                       |
| 21 | 그냥 두고 볼 순 없지!                                                | 朴基鎬 | 韓英美 | 2023年9月5日   | 1.507                 |
| 承弼質疑賈桂琳做得太過火。透過醫生的判斷，珠鏡得知需芽的病是受基胤和賈桂琳的虐待所致，因此決定親自撫養需芽，卻遭到基胤和賈桂琳的阻饒。慧琳和賈桂琳為接送需芽的問題而爭吵，但慧琳卻難以對抗賈桂琳。由於放學後沒人來接送，需芽便聯絡了祐赫，因此珠鏡和祐赫便帶著需芽到公園玩耍。基胤指控珠鏡綁架需芽，賈桂琳便提出了一個詭計。成日繳不出房租而被房東趕走，英蘭又不願收留他，他只好投靠承弼。基胤要求珠鏡離開NA娛樂，並同祐赫向他下跪，以此條件換取撫養需芽的機會。 |                                                                      |        |        |                |                       |
| 22 | 완전히 짓밟아 줄 거야!                                               | 朴基鎬 | 韓英美 | 2023年9月6日   | 1.557                 |
| 英蘭看不下基胤、賈桂琳的惡行，而和賈桂琳產生衝突。英蘭、慧琳相繼戳賈桂琳沒有家人的痛處。珠鏡離職後，基胤卻又要求珠鏡等一個月。為了不讓珠鏡重返娛樂圈，基胤在網上公開珠鏡、祐赫的下跪照，呼籲同行不和貪污、殺人嫌疑犯合作。珠鏡忍了一個月，基胤卻再度食言，使珠鏡決定回到NA娛樂、展開反擊。賈桂琳花錢命令娜熙接需芽下課，成日發現後便拍下照片，揭露賈桂琳濫用權力。基胤為了挽回公司形象，只好按珠鏡的要求，同賈桂琳向她下跪，但珠鏡學他食言，不願將照片從網路撤下。 |                                                                      |        |        |                |                       |
| 23 | 알아! 그래서 너무 괴롭고, 후회했어!                                  | 朴基鎬 | 韓英美 | 2023年9月7日   | 1.493                 |
| 祐赫的演員生活被晙熹發現，為了追求夢想只好選擇離家，並被成日帶去承弼家住。美禮出獄後，也加入NA娛樂。協助承弼和賈桂琳欺騙基胤的男子，威脅賈桂琳，使賈桂琳主動聯繫承弼。美禮發現承弼和賈桂琳有所聯繫，祐赫偷聽對話得知二人的計劃，便責難承弼波及珠鏡。珠鏡發現成久運動的地點，同在禮鏡失事的大樓，進而推敲出是基胤所為，便憤怒地找基胤算帳。基胤把自卑怪罪於珠鏡，並夢見昌盛找他討命。慧琳、英蘭、成日進行網路直播，卻引來賈桂琳的反感，基胤還選擇站在賈桂琳那邊，令被迫離家的慧琳心灰意冷地投靠英蘭。喜讚責難基胤，反而被賈桂琳羞辱。珠鏡暗中探視住院的需芽，需芽終於想起珠鏡是她的媽媽。 |                                                                      |        |        |                |                       |
| 24 | 늘 예상을 빗나가게 하거든.                                           | 朴基鎬 | 韓英美 | 2023年9月8日   | 1.515                 |
| 需芽憑著記憶，獨自前往祐赫告訴她的住址，來到承弼家與珠鏡重逢。當張家人擔心失蹤的需芽時，賈桂琳卻只在乎英才學校考試，並和英蘭發生肢體衝突，此舉終於惹毛護妻的喜讚。賈桂琳不滿慧琳拿她和珠鏡比較，而不顧基胤的警告執意離家。基胤沒有追出門，於是賈桂琳決定前往承弼家，藉此誘發基胤的嫉妒心。賈桂琳在承弼家遇見需芽，卻沒有明示基胤。珠鏡想帶著需芽遠走，基胤卻突然現身，命成久搶走需芽。珠鏡出示需芽表述患病經過的錄音，證實是受基胤、賈桂琳虐待所致，基胤卻奪走珠鏡的手機、意圖銷毀。基胤威脅需芽，阻饒母女倆相見。賈桂琳不甘心家庭失敗，且執著於基胤，令承弼懷疑她愛上基胤。祐赫意識到對珠鏡的心意。                                                                                           |                                                                      |        |        |                |                       |
| 25 | 끝까지 그 사람 옆을 지키는 게 사랑이야.                              | 朴基鎬 | 韓英美 | 2023年9月11日  | 1.626                 |
| 珠鏡質疑賈桂琳的來意，賈桂琳則以虐待需芽作為要脅。賈桂琳假意撤回資金，令喜讚感到擔憂，故基胤決定使計馴服賈桂琳。珠鏡想送禮鏡到美國治療，但被禮鏡回絕。祐赫警告基胤勿無禮對待珠鏡之餘，也坦白對珠鏡的心意。祐赫向珠鏡告白，儘管珠鏡感到遲疑，仍接受了祐赫的感情。基胤以提出離婚、回退資金的舉動，逼賈桂琳做出選擇。賈桂琳為了守住尊嚴，而回到基胤身邊。基胤對珠鏡、祐赫走到一起感到吃味，便以祐赫的性命要脅珠鏡。珠鏡為了祐赫的安全，決定拒絕祐赫的告白，並回到基胤身邊。 |                                                                      |        |        |                |                       |
| 26 | 내 눈앞에서 치우든지 해야지!!                                        | 朴基鎬 | 韓英美 | 2023年9月12日  | 1.540                 |
| 珠鏡刻意貶低祐赫，使祐赫決定成全珠鏡、離開韓國。賈桂琳攔住祐赫，坦白珠鏡遭基胤威脅的事實。珠鏡思念祐赫而難過時，祐赫及時回到她身邊，誓言不再離開珠鏡。基胤得知賈桂琳從中阻饒，但賈桂琳以打造完美形象為由，說服基胤。成日向珠鏡表示，昌盛生前請他在助聽器裝攝像頭，基胤得知後，發了瘋似地翻遍昌盛的房間。慌亂的基胤，決定鏟除珠鏡。基胤聲稱為了公司形象，而安排珠鏡和需芽見面。禮鏡決定自己前往機場、去美國治療，卻發現珠鏡把需芽的禮物忘在車上，結果煞車系統卻損壞。承弼開車載著珠鏡，目睹禮鏡發生車禍。 |                                                                      |        |        |                |                       |
| 27 | 다 니가 자초한 일이야.                                               | 朴基鎬 | 韓英美 | 2023年9月13日  | 1.649                 |
| 車子起火燃燒，禮鏡喪身火海，珠鏡崩潰。珠鏡在醫院看見基胤和成久的身影，並偷聽到他們的謀殺計劃。珠鏡意識到禮鏡是代替自己死去，便將死者登記為自己，後隱身。珠鏡向承弼坦白基胤的惡行，並要求承弼金援她展開復仇，作為引來賈桂琳破壞她家庭的代價。基胤虛情假意地擔任珠鏡的喪主，祐赫、需芽則悲痛欲絕。珠鏡透過手術除掉額頭上的胎記，並勤學日語、從左撇子改為右撇子，再變造身份成為第4代在日僑胞徐希在。 |                                                                      |        |        |                |                       |
| 28 | 똑같이 짓밟아 줄 거예요.                                             | 朴基鎬 | 韓英美 | 2023年9月14日  | 1.655                 |
| 珠鏡在離婚前，將昌盛的部分股票過戶到禮鏡名下，如今則成為她復仇的資金。承弼協助珠鏡偽造身份、安排假父親。珠鏡以希在的身份，用吸引基胤注意的方式出場，並讓基胤知道自己是財閥千金。 希在以孩子的教育為由勸架，並吐露基胤宣稱是為了需芽才和賈桂琳結婚，這令賈桂琳怒不可遏。基胤向希在致歉，慧琳看見希在則大吃一驚。賈桂琳不能接受再被拋棄，並向承弼坦承自己愛上基胤，而不聽承弼的勸告。希在向基胤劃清界線。希在看著祐赫思念珠鏡，感到難受。基胤要求賈桂琳信任他，賈桂琳則要求基胤不得背叛她。承弼為了銀夏，想保全賈桂琳，但希在對賈桂琳的身份毫不知情，並誓言對基胤、賈桂琳、慧琳、喜讚展開報復。                                                                                                  |                                                                      |        |        |                |                       |
| 29 | 그 사람이 누나가 아닐까...                                           | 朴基鎬 | 韓英美 | 2023年9月15日  | 1.531                 |
| 賈桂琳企圖宣示主權，但希在為基胤不受妻子信任感到悲哀。希在一席話惹怒賈桂琳，基胤卻沒有站在她這邊，兩人便陷入爭執。希在看著他們這副模樣，內心恥笑著。希在、承弼製作了禮鏡報喜的假影片，以取信眾人。祐赫來到珠鏡的靈骨塔，吐露自己因希在而感到混亂的心意。希在發現晙熹突然昏倒，便緊急將她送醫。賈桂琳向喜讚請求幫助，喜讚和基胤卻只想設法挖走她的錢。承弼向賈桂琳透露希在疑似要和基胤見面，希在則向基胤透露賈桂琳要和承弼見面。當基胤發現賈桂琳對他說謊，實際上卻和承弼會面後，對賈桂琳感到不信任。基胤邀希在喝酒，而後希在把酒醉的基胤送回家，引燃賈桂琳的妒火。 |                                                                      |        |        |                |                       |
| 30 | 너부터 고립시킬 거야!                                                | 朴基鎬 | 韓英美 | 2023年9月18日  | 1.629                 |
| 希在透露賈桂琳私下和承弼勾結，藉此挑撥賈桂琳與慧琳。基胤揭露賈桂琳潛入他書房的影像，質疑賈桂琳如同珠鏡是個伺機而動的小人，並要求賈桂琳將她所有的財產投注到公司，以示證明她的愛。承弼勸賈桂琳守住財產，以免落得珠鏡的下場。基胤向慧琳坦承自己受到希在的吸引。希在為基胤一家人料理晚餐，贏得大家的芳心，令賈桂林既吃味又憤怒。希在來到珠鏡的靈骨塔前，紀念禮鏡的生日，並淚訴對禮鏡的歉疚，以及復仇的決心；這一席話剛好被祐赫聽見，祐赫才意識到希在就是珠鏡。 |                                                                      |        |        |                |                       |
| 31 | 미안해요. 더 빨리 알아보지 못해서...                                 | 朴基鎬 | 韓英美 | 2023年9月20日  | 1.673                 |
| 祐赫自責未能認出珠鏡，並得知基胤的惡行。祐赫誓言愛護希在，但希在對他隱瞞了向基胤復仇的計劃。賈桂琳撞見希在和祐赫約會，於是有意挑起祐赫的嫉妒心。晙熹實際上是弟弟鄭守護（姜成勳飾演）經營之借貸公司「鄭融資」的代表，他們希望祐赫能夠接手公司，並避免和喜讚碰著。基胤利用賈桂琳愛他的這項弱點，刻意邀請希在至家中參加創立紀念日，藉此刺激賈桂琳獻出財產；然而，希在打算在基胤得逞之前先拿到手。賈桂琳故意邀請承弼參加，藉此刺激基胤，並把基胤和希在同框的相片傳給祐赫。珠鏡無法原諒基胤只因未獲昌盛認可，而謀害她。基胤、承弼互潑紅酒，並引發基胤、賈桂琳的爭執，慧琳卻也對賈桂琳潑灑紅酒洩憤。祐赫來到基胤家宣示對希在的愛，基胤卻阻攔祐赫。                                                   |                                                                      |        |        |                |                       |
| 32 | 널 위해서라면 뭐든 할 거야.                                          | 朴基鎬 | 韓英美 | 2023年9月22日  | 1.436                 |
| 酒醉的基胤，憶起昌盛的愛與嚴厲，並感到悔恨。基胤坦白少時發現慧琳私下委託的親子鑑定報告，得知自己並非昌盛的親骨肉。慧琳聞之大受衝擊，並向基胤懺悔，心疼基胤至今所受的苦。賈桂琳憎恨拋棄她的母親，而向承弼聲稱不想念生母。慧琳聯絡希在，希望希在能到家中探望需芽。然而，希在為無法坦承自己是需芽的母親感到痛苦。祐赫向希在求婚成功，但送祐赫回家後，希在為了復仇選擇辜負祐赫，把戒指摘了下來。當基胤邀希在飲酒時，希在暗中撥通電話給賈桂琳，令賈桂琳震怒並取消出差趕回家。希在翻倒紅酒在基胤身上，當賈桂琳返家撞見基胤裸著上身，而氣憤地掌摑希在。正當希在準備還手時，基胤挺身替她賞了賈桂琳一巴掌。                                                                                             |                                                                      |        |        |                |                       |
| 33 | 우린...무슨 사이인가요?                                              | 朴基鎬 | 韓英美 | 2023年10月9日  | 1.405                 |
| 慧琳發現基胤（李時剛飾演）、賈桂琳分房睡，而責難賈桂琳，賈桂琳則埋怨慧琳允許希在進出家中。賈桂琳來到NA娛樂，辱罵希在是和基胤過夜的通姦女。承弼苦勸賈桂琳別步上銀夏的後塵，但賈桂琳不認母親與姊姊。祐赫雖然受到衝擊，但仍堅定地信任希在，令希在感到心痛又內疚。賈桂琳試圖透過承弼聯繫鈴木，希在則警告賈桂琳別騷擾她的家人。成日向英蘭借錢無果，而來到鄭融資，並認出晙熹。晙熹給予成日優惠，要求他向祐赫保密。希在想確認和基胤的關係，加上需芽因希在而病情好轉；基胤經過權衡，暗自打算日後和賈桂琳離婚，並向希在表明心意。 |                                                                      |        |        |                |                       |
| 34 | 날 배신하면 그 대가는 참혹할 거야.                                   | 朴基鎬 | 韓英美 | 2023年10月10日 | 1.431                 |
| 基胤坦承自己是為了父親才和珠鏡結婚，而他現在雖然愛著希在，但不想以有婦之夫的身份和希在相戀，因此設下停損點。希在心裡唾棄基胤看不上貧窮的珠鏡，卻愛上富有的希在。儘管基胤整理好對希在的感情，但為了需芽還是會和希在牽扯上關係，使賈桂琳依舊不滿。基胤希望賈桂琳放下疑心，並將財產存進公司帳戶；賈桂琳則警告基胤不得背叛她，否則代價會很慘酷。希在為了復仇，希望祐赫不要公開兩人的關係。賈桂琳派人調查，得知沒有鈴木大和這號人物，且是由演員伊藤義弘所假扮，她因期待了結希在而竊喜。守護發現晙熹罹患胃癌，且祐赫早知晙熹是鄭資金的會長。祐赫關心生病的Hyunta，英蘭也出於擔心而偷偷來到閃耀的公寓。喜讚跟蹤英蘭，發現閃耀沒有出國留學，且撞見祐赫和閃耀共處一室，而質疑祐赫是有目的性地接近閃耀。 |                                                                      |        |        |                |                       |
| 35 | 이러는 거 부끄럽지 않으세요?                                         | 朴基鎬 | 韓英美 | 2023年10月11日 | 1.471                 |
| 喜讚歧視祐赫是無父之子，祐赫則諷刺喜讚不了解女兒。喜讚長年來為擺脫貧困而努力，因此無法諒解閃耀放棄學業的作為。晙熹擔心祐赫發現她的病情，並希望祐赫能夠接手鄭融資。承弼得知賈桂琳知曉鈴木大和的真實身份，希在因此決定把握和需芽相處的時間，祐赫則拜託守護搶先尋得鈴木大和。希在送慧琳一個珍珠手環，令賈桂琳感到吃味，但手環其實裝有竊聽器。基胤、慧琳趁賈桂琳不在家，隱密地請人至家中。伊藤義弘抵達韓國，和賈桂琳見面。 |                                                                      |        |        |                |                       |
| 36 | 언젠가 당신한테 이걸 줄 날이 올 거야.                                | 朴基鎬 | 韓英美 | 2023年10月12日 | 1.399                 |
| 賈桂琳給予伊藤豐厚的報酬，要他出面揭穿希在的謊言，並暫時阻斷他與外界的聯繫。祐赫以學習接手鄭資金為條件，請託守護尋得伊藤；不知情的希在，則擔心為她奔走的祐赫會遭遇和禮鏡相同的下場。承弼要求和伊藤見面，但賈桂琳不信任承弼而回絕。賈桂琳因愛上基胤，決定同基胤爬上更高的位置，這與她和承弼原先的目標背道而馳，兩人就此分道揚鑣。基胤為感謝希在照料需芽，而送了希在一條項鍊卻被退回；賈桂琳誤以為項鍊是基胤要送她的禮物，直到得知真相才妒火中燒。賈桂琳準備揭開鈴木大和的真面目，而邀請了基胤、希在、祐赫、承弼。 |                                                                      |        |        |                |                       |
| 37 | 이대로 무너지지 않아!                                                | 朴基鎬 | 韓英美 | 2023年10月13日 | 1.249                 |
| 祐赫、守護成功收買伊藤。伊藤在眾人面前，聲稱賈桂琳要他謊稱自己不是希在的父親，使基胤對賈桂琳感到失望。基胤為賈桂琳的作為向希在致歉，並急於表達對希在的情感，但希在不領情。祐赫無法向守護解釋為何需要收買伊藤，希在則擔心祐赫會因為自己而受傷。賈桂琳為了重拾基胤對她的信賴，決定將自己的財產全部投入WJ娛樂。基胤在家中的密室，藏匿了一個需要看病的人，並聯同慧琳隱瞞賈桂琳，但被竊聽他們的希在知曉。需芽放學時，選擇投入希在的懷抱，而不是賈桂琳。 |                                                                      |        |        |                |                       |
| 38 | 엄마 소리 듣고 싶니? 그럼 엄마 노릇 똑 바로 했어야지!                | 朴基鎬 | 韓英美 | 2023年10月16日 | 1.417                 |
| 需芽選擇希在而非賈桂琳，令基胤感到滿意。希在要賈桂琳先表現出媽媽的樣子，再要求需芽認她為母親，基胤則出面阻止賈桂琳搶走需芽。希在看見需芽因害怕基胤，而不敢隨意下嚥後，誓言要基胤、賈桂琳感受到相同的苦痛。慧琳希望基胤能夠和希在再婚。賈桂琳為了綁住基胤，要求基胤簽下離婚禁止確認契約書，防止在把錢存進WJ娛樂後，遭基胤背叛。喜讚在記者面前謊稱閃耀是姪女，令閃耀感到氣憤。希在收買畫作賣家，調包了莫內未公開展示之畫作。不知情的賈桂琳，以3000萬美元買下了一幅贗品。祐赫當場抓包希在和畫作賣家進行不當交易。 |                                                                      |        |        |                |                       |
| 39 | 재클린! 돈 필요하니..?                                               | 朴基鎬 | 韓英美 | 2023年10月17日 | 1.356                 |
| 希在向祐赫坦白，她聯手承弼和被賈桂琳虐待的畫廊員工，製作了一幅莫內的假畫和假證書，再兜售給賈桂琳。賈桂琳興高采烈地籌備畫展，基胤則盤算搜刮賈桂琳的財產。被賈桂琳欺凌的員工對賈桂琳的辦公室噴漆，賈桂琳報警後，才發現自己遭到詐騙。基胤得知賈桂琳身無分文後，開始冷待她。希在挑釁賈桂琳，賈桂琳才驚覺這一切都是希在的計劃，於是掐住希在的脖子，卻剛巧被基胤撞見，而遭基胤制止。晙熹發現希在冒充財閥，祐赫才坦承希在對他向守護借款一事並不知情，並坦白自己喜歡希在，令晙熹難以接受。賈桂琳為了挽回基胤，決定借錢幫助基胤的事業，卻發現祐赫是鄭資金的社長。 |                                                                      |        |        |                |                       |
| 40 | 드디어..나와 함께 세상을 내려다볼 결심을 한거군요!                   | 朴基鎬 | 韓英美 | 2023年10月18日 | 1.283                 |
| 祐赫不願借錢給破產的賈桂琳，並諷刺她將落得和珠鏡相同的遭遇，為過去的所作所為付出代價。希在理解晙熹身為母親而擔心祐赫的心境，因此保證會和祐赫分手。賈桂琳失業，便要求基胤為她在WJ娛樂安排職位，但基胤已經不再需要賈桂琳，於是撕毀離婚禁止確認契約書。希在拿了一大筆錢投資基胤，只要求WJ娛樂的職位，令基胤歡欣不已。慧琳要求賈桂琳燒飯煮菜，宴請希在，而賈桂琳只能忍氣吞聲。基胤當著希在的面，向賈桂琳遞出離婚文件，賈桂琳卻撕毀離婚文件。賈桂琳把湯倒在基胤頭上，細數自己當初因為基胤而遭昌盛的羞辱，但她一直在基胤背後支持他，因此絕不離婚。希在看著基胤、賈桂琳互相撕咬，而暗自竊喜。基胤在家中密室，藏匿著昏迷不醒的昌盛。                                                                   |                                                                      |        |        |                |                       |
| 41 | 우혁아! 이제 안녕...                                                 | 朴基鎬 | 韓英美 | 2023年10月19日 | 1.586                 |
| 基胤當初為了陷害珠鏡，以他人的屍體冒充昌盛，並命成久暗中把昏迷的昌盛安置於家中的密室。基胤渴望昌盛的認同，而希望昌盛能在他壯大公司後再醒來。在守護的調查下，祐赫發覺基胤遭到詐騙，於是提前追回了希在的投資金。基胤發現自己投資的電影是詐騙一場，WJ娛樂的股價也因此下跌，令他和喜讚擔心牽連投資他們的所有人，也深怕其中的不法勾當曝光。希在打算藉此機會，為智泰談成全球運動品牌的代言人合約，以取信於基胤，讓基胤更加依賴她；祐赫則請守護趁勢買下WJ娛樂的股票。成日對晙熹釋出善意，但晙熹婉拒了他的心意。祐赫生日當天，希在吻別祐赫、退還戒指，並搬進需芽所在的基胤家。 |                                                                      |        |        |                |                       |
| 42 | 장기윤의 아내는 나야!                                                | 朴基鎬 | 韓英美 | 2023年10月20日 | 1.482                 |
| 祐赫擔心希在的安危，承弼安撫了他。賈桂琳無法接受希在搬進家裡，但希在以賈桂琳對待珠鏡的方式反駁之，基胤也催促她趕緊在離婚文件上簽字。賈桂琳酒醉後，產生謀殺希在的念頭。慧琳要賈桂琳做飯，結果基胤卻帶著希在、會臨、需芽外出用餐。希在一行人在餐廳巧遇祐赫一家人，而晙熹對希在和基胤的關係感到吃驚。希在正式到WJ娛樂上班，基胤送了一枚戒指給希在，但希在要求基胤先結束和賈桂琳的關係。賈桂琳擔心若繼續放任希在，主臥房遲早會被霸佔，於是在停車場綁架了希在，再把希在囚禁在廢棄倉庫並縱火。祐赫追蹤希在的手機，發現有異，於是趕到廢棄倉庫。 |                                                                      |        |        |                |                       |
| 43 | 재클린! 너는 이제 끝장이야!                                          | 朴基鎬 | 韓英美 | 2023年10月23日 | 1.463                 |
| 賈桂琳抹去車上的指紋、取走行車記錄器。祐赫從火場救出奄奄一息的希在後，為了尋找證據而東奔西走，並在希在的車上尋得賈桂琳意外剝落的美甲片。基胤聯絡不上希在而著急，賈桂琳便藉機污衊希在向有錢的祐赫靠攏。賈桂琳懷疑家中的密室藏有不可告人的秘密。希在向基胤揭露賈桂琳的惡行，並一同確認了停車場的監視器後，與賈桂琳對質。賈桂琳驚訝於希在還活著的事實，並矢口否認犯行。希在無法和意圖殺害她的賈桂琳同住一個屋簷下，只好忍痛留下需芽、離開基胤家，藉此誘使基胤趕走賈桂琳。基胤試圖挽留希在未果，只能眼睜睜看著希在隨祐赫離去。 |                                                                      |        |        |                |                       |
| 44 | 하하하!...감히...나한테...이혼이라구??                               | 朴基鎬 | 韓英美 | 2023年10月24日 | 1.436                 |
| 基胤要賈桂琳滾出張家，並透過慧琳得知賈桂琳曾試圖進入密室。承弼得知賈桂琳的惡行後，試圖勸賈桂琳收手。賈桂琳不再受到投資人的信任，對基胤來說儼然已毫無用處。祐赫一直從旁協助，令希在感動而向祐赫告白，但晙熹要求希在儘早整理好感情。需芽因思念希在而難過，希在藉此策動基胤離婚。賈桂琳跑到公司找希在的麻煩，惹怒了基胤。基胤鄭重向賈桂琳提出離婚，賈桂琳卻要求基胤返還她投注的千億元，並找上喜讚。基胤、喜讚決定鏟除賈桂琳，以防後患。慧琳在賈桂琳的飲料中摻入安眠藥，好讓醫生來到家中醫治昌盛。 |                                                                      |        |        |                |                       |
| 45 | 날 기억조차 못하는 당신을 용서할 수 없어!                            | 朴基鎬 | 韓英美 | 2023年10月25日 | 1.440                 |
| 英蘭支持閃耀和祐赫發展感情，閃耀則不斷對祐赫的家人展現誠意，但祐赫對此感到不便，喜讚也不滿祐赫和閃耀共處，並毆打了祐赫。基胤渴望讓昌盛看見他的成功，但慧琳擔心昌盛甦醒後，對展開復仇、把基胤拉下會長之位。賈桂琳被基胤、慧琳無視而孤單，於是循著承弼給予的地址，找到住在療養院的生母。賈桂琳發現母親林善子罹患失智症，只記得姊姊銀夏而不記得她，令她崩潰而無法原諒。承弼對賈桂琳的處境感到難受，但希在必須趕在真實身份被察覺前完成計畫，因此復仇的決心是越加強烈。 |                                                                      |        |        |                |                       |
| 46 | 미안해, 재클린...! 이거 너한테 못 줘...!                             | 朴基鎬 | 韓英美 | 2023年10月26日 | 1.454                 |
| 賈桂琳決定以不再探望母親的方式作為報復，但承弼發現善子心底其實掛心著賈桂琳。守護調查後，發現希在是假身份，這令晙熹感到擔憂。基胤坦承他對希在的心意，不像利用珠鏡、賈桂琳那般，但希在刻意拿祐赫為她奮不顧身的作為和基胤比較，藉此刺激基胤。慧琳把賈桂琳的東西全部丟掉、變賣，令賈桂琳陷入崩潰。承弼憐憫賈桂琳，因此想勸祐赫收手。祐赫揭示賈桂琳遺落的美甲片，賈桂琳著急地求饒，並試圖收買祐赫，殊不知全被躲在隔牆的希在、基胤聽見。 |                                                                      |        |        |                |                       |
| 47 | 기윤아...기윤아... 네?? 아버지...!?                                  | 朴基鎬 | 韓英美 | 2023年10月27日 | 1.503                 |
| 賈桂琳怪罪基胤背叛她才會出此下策，但希在駁斥她的藉口。祐赫諷刺賈桂琳是為傷害珠鏡而付出相同的代價，並將證據交給基胤。賈桂琳試圖挽回基胤，但基胤表明他們已經回不去了。希在看著承弼擔憂賈桂琳的模樣感到憤怒，並為禮鏡的死感到憤慨。賈桂琳諮詢過律師後，簽下離婚文件，但她拒絕簽署搬家和不收回投資金的協議書。基胤挾著美甲片證據，以及誣陷承弼不倫作為威脅。賈桂琳誓言要讓基胤再次成為她的丈夫，且沒有她便無法活下去。希在無法忍受承弼幫助賈桂琳，因此和承弼分道揚鑣，承弼則決定不選邊站。昌盛從植物人狀態甦醒，並呼喚著基胤。 |                                                                      |        |        |                |                       |
| 48 | 별 다섯 개 아저씨, 사랑해요!                                         | 朴基鎬 | 韓英美 | 2023年10月30日 | 1.477                 |
| 昌盛的記憶停留在基胤準備和珠鏡結婚的那時，基胤、慧琳擔心昌盛會想起他們的惡行。為了移動昌盛，慧琳持續在賈桂琳的酒禮加入安眠藥。承弼因聯繫不上賈桂琳而著急地跑到基胤家，確認賈桂琳的安危，並將賈桂琳送醫。希在和祐赫一同和需芽見面，難得地度過了美好的時光；基胤看著三人幸福的模樣，感到無比的憎惡和嫉妒。基胤以支持希在為由，同希在前往拍攝現場，卻命成九在祐赫的飲料中下藥，導致祐赫腹痛而倒地不起。 |                                                                      |        |        |                |                       |
| 49 | 정우혁! 다음에는 장난으로 끝나지 않아!                               | 朴基鎬 | 韓英美 | 2023年11月1日  | 1.505                 |
| 基胤警告基胤若再接近希在，就要做好死亡的覺悟。不過，祐赫也表現出堅強的意志，堅決不為此退縮。在醫院甦醒的賈桂琳，得知自己遭下藥。基胤覺得賈桂琳的韓文名崔旼夏很眼熟，因此懷疑賈桂琳是銀夏的雙胞胎妹妹。在晙熹的逼問之下，希在坦承自己就是珠鏡，以及她偽造身份的原因。晙熹、守護同情珠鏡的遭遇，但為了保護祐赫，決定代替祐赫幫助珠鏡。經成九調查，基胤得知賈桂琳的真實身份，因此勒住賈桂琳的脖子，想置她於死地。 |                                                                      |        |        |                |                       |
| 50 | 재클린..넌 여기에서 영원히 지내면 되...!                             | 朴基鎬 | 韓英美 | 2023年11月2日  | 1.547                 |
| 銀夏當初為了基胤，被迫性招待政客，懷孕後卻被基胤拋棄而自殺。基胤察覺賈桂琳和懲毖的目的，但慧琳阻止基胤釀禍。賈桂琳表明自己對基胤的真心，試圖釋疑，但基胤要她以死明志。喜讚得知賈桂琳的身份，支持基胤了結賈桂琳和承弼，以防後患。晙熹打算透過珠鏡報復喜讚，因此金援了珠鏡，讓珠鏡得以繼續扮演富家女希在。成日意外發現晙熹罹患絕症。祐赫向承弼坦白自己是鄭融資的繼承人，並計劃奪得WJ娛樂，把屬於珠鏡的東西還給她。珠鏡對祐赫發怒，但祐赫仍甘願等待珠鏡回頭。昌盛一直在尋找珠鏡和禮鏡，使基胤感到失望，而對昌盛注射藥物。賈桂琳堅持收回投資金，束手無策的基胤便命成九把賈桂琳綁架到精神病院。 |                                                                      |        |        |                |                       |
| 51 | 정말이요..? 제가 임신이라고요??                                      | 朴基鎬 | 韓英美 | 2023年11月3日  | 1.387                 |
| 承弼尾隨並攻擊了成九，賈桂琳也拿石頭砸成九，兩人順利逃脫。憤怒的基胤，向媒體誣陷賈桂琳和承弼為不倫關係。賈桂琳得知自己已懷孕五週，她對悉心照料她的承弼感到虧欠，也害怕意圖對她不利的基胤。祐赫將基胤、喜讚的事業提案書，洩露給擔任檢察官的前輩。英蘭為了閃耀，想要討好晙熹，不被晙熹領情，而氣得把蛋糕砸在晙熹臉上。賈桂琳在懲毖的陪同下，來到WJ娛樂，向眾人公布喜訊。 |                                                                      |        |        |                |                       |
| 52 | 너는 가지만...나는 널 안 보냈어..!                                   | 朴基鎬 | 韓英美 | 2023年11月6日  | 1.593                 |
| 基胤質疑賈桂琳肚裡的孩子不是他的，而遭賈桂琳掌摑，但賈桂琳仍堅信能挽回基胤。希在得知賈桂琳懷孕後，對基胤表現出失望的模樣。慧琳得知賈桂琳懷孕後，感到驚訝。賈桂琳無家可歸，並誓言會帶著孩子回到主臥房。喜讚建議基胤剷除障礙，並憶起自己曾經逼迫女友墮胎的往事。基胤想拿錢打發賈桂琳，卻被賈桂琳回絕。希在感到動搖，但晙熹支持她為了需芽堅持下去。希在、祐赫透過竊聽器，發現昌盛還活著的事實。希在決定搬到基胤家，卻遭祐赫勸阻。基胤撞見祐赫親吻希在的畫面，而妒火中燒。 |                                                                      |        |        |                |                       |
| 53 | 우혁아! 니가 날 잊어주는 것... 그게 나를 위해 니가 해야 할 일이야!   | 朴基鎬 | 韓英美 | 2023年11月7日  | 1.499                 |
| 希在刻意在基胤面前，掌摑親吻她的祐赫，並回絕他的感情。祐赫看著希在和基胤在一起的模樣，感到痛苦，但他試著理解。希在再次搬進張家，當基胤向希在求歡時，希在以基胤尚未提交離婚文件為由，推開基胤。慧琳掛心賈桂琳肚裡的孩子，但希在質疑慧琳重男輕女的觀念。希在為了照料需芽，故意把家事全交由慧琳負責，這引起慧琳的不滿。晙熹給希在一個裝滿現金的行李，藉此引誘基胤。賈桂琳典當了自己所擁有的貴重物品，結果卻遇上搶匪。慧琳對昌盛注射藥物，期盼昌盛能夠早日身亡。昌盛一直裝睡，並質疑基胤和慧琳的作為。晙熹在路上被喜讚攔住，並擔心喜讚遇上祐赫。 |                                                                      |        |        |                |                       |
| 54 | 아기를 낳으면 장기윤은 나한테 돌아올 거야!                           | 朴基鎬 | 韓英美 | 2023年11月8日  | 1.451                 |
| 晙熹憶起遭喜讚虐待、假裝墮胎的過往，並害怕他發現祐赫的存在。喜讚威脅晙熹安靜地生活，晙熹則譴責喜讚的惡行。祐赫發現晙熹暗中幫助希在。基胤不歡迎賈桂琳到家中，並把她推倒在地。希在勸阻基胤，賈桂琳卻不領情。慧琳表明賈桂琳懷的若是男孩，她會讓孩子認祖歸宗。無家可歸的賈桂琳闖入承弼家，但卻不受NA娛樂員工的歡迎。承弼憶起銀夏，決定放下對賈桂琳的憐憫，以及對基胤的報仇，並建議賈桂琳墮胎、回到美國，也替希在頂下詐騙賈桂琳的罪名。希在試圖闖入密室，以尋得昌盛，卻不小心觸動警報。賈桂琳在公司強吻基胤，被希在撞見。 |                                                                      |        |        |                |                       |
| 55 | 장기윤! 돈에 미쳐서 얼마나 많은 사람들을 짓밟았니..?!                | 朴基鎬 | 韓英美 | 2023年11月9日  | 1.562                 |
| 賈桂琳趁著強吻基胤時，取得他的毛髮，好作為親子鑑定的樣本。希在對基胤感到失望，基胤則對賈桂琳越加憤怒。希在故意關掉總電源，以檢查電力為藉口，請人拷貝基胤電腦裡的資料。晙熹拒絕成日的追求，並得知成日早知她的病情。因承弼向昌盛告密他的惡行，基胤自此懷恨在心。承弼原本想放下一切回鄉去，但看著基胤對銀夏之死毫無愧疚之心，便誓言一定要看到基胤倒下的模樣。希在、祐赫發現基胤為了賭場事業，威逼地主奶奶交出土地。希在觸動火警，協同守護營救地主奶奶。基胤發現一名女性帶走地主奶奶，於是命成九捉住女人。希在的真面目險些曝光，祐赫即時敲昏成九。 |                                                                      |        |        |                |                       |
| 56 | 엄마가 그럴 리가 없어....!                                           | 朴基鎬 | 韓英美 | 2023年11月13日 | 1.578                 |
| 希在不希望祐赫為了自己深陷危險，但祐赫無法坐視不管。基胤得知妨礙他的是一名女性。慧琳懷疑希在對昌盛的事知情，而希在、祐赫經竊聽得知基胤不是昌盛的骨肉。晙熹對祐赫的投資眼光感到驕傲，祐赫也決定將鄭融資轉型為投資專門公司，並投資了NA娛樂。經過檢查，賈桂琳得知肚裡懷的是女孩，於是她偽造了結果，謊騙慧琳自己懷上男孩，令慧琳欣喜若狂。基胤脅迫娜熙陪酒。晙熹得知基胤和喜讚的惡行，同希在反對通過出入賭場許可法案。晙熹看著希在無法和需芽相認的模樣，感到難過。晙熹病倒，祐赫這才得知母親罹患胃癌末期。 |                                                                      |        |        |                |                       |
| 57 | 잘가, 서희재..                                                       | 朴基鎬 | 韓英美 | 2023年11月14日 | 1.505                 |
| 祐赫自責對晙熹的病情不知情。基胤因無法觸碰希在而感到痛苦，但基胤不想還賈桂琳錢，離婚協議仍舊僵持著。基胤、喜讚想繼續利用娜熙，尋得其他議員的弱點。慧琳陪同賈桂琳到婦產科檢查，令賈桂琳感到慌張。希在、承弼得知晙熹的病情後，感到震驚。基胤對祐赫的處境幸災樂禍，惹怒了祐赫。晙熹則為拆散希在和祐赫，感到歉疚。祐赫為了晙熹，決定放棄希在、和希在分道揚鑣。 |                                                                      |        |        |                |                       |
| 58 | 재클린...니 아이는 내가 키워줄께!                                    | 朴基鎬 | 韓英美 | 2023年11月15日 | 1.586                 |
| 希在發現基胤在書房的地毯下藏有秘密。基胤得知希在曾在夜裡外出運動，而開始對希在心生懷疑。慧琳暗中邀賈桂琳至家中，賈桂琳刻意在基胤床上留下絲襪。慧琳安排希在和基胤同房，希在卻發現賈桂琳的絲襪。賈桂琳謊稱和基胤打得火熱，笑看基胤和希在為此發生爭執。賈桂琳造訪張家，惹怒了基胤，而希在表示願意扶養賈桂琳的孩子。慧琳受夠了昌盛，因此和基胤商量將昌盛送到小島上。基胤發現昌盛暗地裡一直想要掙脫，因此氣憤地怪罪昌盛害他變成怪物，並坦承自己已經殺死了珠鏡。 |                                                                      |        |        |                |                       |
| 59 | 어머니! 그 분 회장님 아니세요?                                       | 朴基鎬 | 韓英美 | 2023年11月16日 | 1.433                 |
| 面對基胤的自白，昌盛感到自責。基胤向昌盛告別，決定把昌盛送到小島上度過餘生。慧琳不滿賈桂琳住在承弼家，但她打算奪得賈桂琳肚裡的孩子後，也如基胤那般把賈桂琳送進精神病院。閃耀離家出走、投靠承弼，卻與住在承弼家的賈桂琳起爭執。祐赫透過演出電視劇，演員事業逐漸起步，並創立了粉絲俱樂部。喜讚以為閃耀投靠祐赫，而跑到NA娛樂辱罵祐赫，在得知事實後也不願向祐赫道歉。祐赫問候英蘭，也表明自己對閃耀的情感，僅止於哥哥對妹妹的關係。基胤、慧琳為了運送昌盛，故意在希在的飲料中摻入安眠藥，但希在暗中吐掉了茶水，並趁基胤、慧琳移動昌盛時現身。 |                                                                      |        |        |                |                       |
| 60 | 겁나니? 우아한 제국을 나한테 뺏길까봐!                               | 朴基鎬 | 韓英美 | 2023年11月17日 | 1.432                 |
| 基胤、慧琳藏匿昌盛的事實曝光，慧琳嚇得跌坐在地，基胤則向希在謊稱珠鏡意圖殺害昌盛，他才會出此下策。希在表現出理解基胤的模樣，實則打算向昌盛道出真相。慧琳發現希在沒有喝下茶水，而對希在起疑。祐赫、承弼得知基胤脅迫娜熙性招待，因此說服娜熙擔任間諜，以對抗基胤和喜讚。慧琳試圖對昌盛下藥，卻被希在發現而遭喝止。賈桂琳到公司對希在下馬威，卻被基胤拽出公司，並威脅她。基胤發現有人隱密地購入WJ娛樂的股票，而擔心公司落入他人手裡。基胤發現持股人竟是祐赫，而和祐赫對質。 |                                                                      |        |        |                |                       |
| 61 | 차를 안 마셨어..희재가 뭔가 수상해..!                                | 朴基鎬 | 韓英美 | 2023年11月20日 | 1.583                 |
| 賈桂琳探望母親時，才得知母親是為了讓她治病，才把她送養。基胤在鄭融資大鬧，而被保全架出去。需芽刻意安排希在、祐赫見面，當基胤撞見他們三人共處的畫面，便把氣出在需芽身上，令希在氣得揚言離家，基胤只好急忙安撫希在。為防止慧琳荼毒昌盛，希在開始照料昌盛，但她沒有向昌盛坦白自己的身份。慧琳開始厭惡希在，並認為希在發現昌盛此事，阻礙了基胤的前途。WJ娛樂員工發現娜熙有異，不知情的希在關心了娜熙，但娜熙不願透露實情。基胤見狀，威脅娜熙不得向希在坦白。 |                                                                      |        |        |                |                       |
| 62 | 그래! 서재에 뭔가 있어!                                              | 朴基鎬 | 韓英美 | 2023年11月21日 | 1.661                 |
| 成日和晙熹交往，並將晙熹介紹給英蘭和喜讚。喜讚得知晙熹有個兒子，那正是祐赫。喜讚和晙熹對質，晙熹坦白了一切，這段對話意外被英蘭聽見。祐赫擔心被基胤虐待的需芽，而希在希望祐赫避免和需芽見面。昌盛思念珠鏡之際，希在發現昌盛的記憶正慢慢恢復。希在以解決公司財務問題為由，想要查看公司的帳本，但基胤堅持公私分明。希在在晙熹的幫助下，於基胤的書房裝設特殊裝置。 |                                                                      |        |        |                |                       |
| 63 | 待公佈                                                               | 朴基鎬 | 韓英美 | 2023年11月22日 | 1.572                 |
| 英蘭難以置信地責難喜讚，並暈了過去，晙熹則擔心祐赫會知道實情。賈桂琳要求慧琳把希在送的手環借她，並刻意在希在面前炫耀。希在和賈桂琳發生拉扯時，竊聽器掉了出來，賈桂琳認為有詐，於是趕緊向基胤告狀。基胤不相信賈桂琳，並安撫了希在。賭場法案通過，WJ娛樂股價飆漲，基胤、喜讚欣喜若狂。喜讚認為祐赫是絆腳石，因此威脅晙熹帶著祐赫離開韓國，但晙熹不從，並對他的作為咬牙切齒。賈桂琳懷疑希在就是珠鏡。 |                                                                      |        |        |                |                       |
| 64 | 待公佈                                                               | 朴基鎬 | 韓英美 | 2023年11月23日 | 1.618                 |
| 祐赫對傷害母親的生父不感興趣，英蘭對此感到心疼與難過，也為喜讚的作為感到歉疚。娜熙錄音被基胤發現，她只好供出祐赫。賈桂琳堅稱希在就是珠鏡，但基胤不願理會她，於是轉而通報慧琳。希在表明願意進行親子鑑定，並暗中把牙刷丟掉。 |                                                                      |        |        |                |                       |
| 65 | 待公佈                                                               | 朴基鎬 | 韓英美 | 2023年11月24日 | 1.559                 |
| 在祐赫的獻計下，希在戴上假髮、丟掉牙刷，使親子鑑定結果不符。賈桂琳不願置信，基胤怒不可遏，威脅賈桂琳別再惹事生非。基胤對希在感到歉疚，希在想藉此情勒基胤讓她過目帳簿。基胤發現反對賭場法案的市民團體，背後的支持者是祐赫。基胤想要剷除祐赫，但喜讚顧慮到親緣，試圖勸阻基胤。基胤把附有祐赫回憶的人偶丟掉，令需芽感到難過。希在雖然希望祐赫別再讓需芽陷入困境，但內心其實也很煎熬。英蘭希望喜讚能彌補過錯，但喜讚為守護政治生涯而不從；成日意外聽見他們的對話，並對喜讚的作為感到不齒。英蘭決定為喜讚向晙熹致歉，祐赫不小心發現喜讚就是自己的生父。 |                                                                      |        |        |                |                       |
| 66 | 待公佈                                                               | 朴基鎬 | 韓英美 | 2023年11月27日 | 1.694                 |
| 祐赫不願承認喜讚，並誓言要摧毀喜讚，讓喜讚跪在晙熹面前懺悔。成日和喜讚絕交，並送了晙熹一枚戒指。英蘭代替喜讚，向祐赫道歉。希在故意在書房打翻茶水，看見基胤慌張的模樣，她確信地毯下藏有東西。基胤又過度教育需芽，令希在感到氣憤。基胤像需芽吐露自己不懂愛，但需芽仍覺得他是世上最可怕的人。賈桂琳請鎖匠打開張家的密室，發現昌盛活著的事實。基胤察覺喜讚態度的轉變，懷疑喜讚和祐赫、晙熹的關係。昌盛為珠鏡的死、基胤的罪孽感到自責，難過的希在便坦承自己就是珠鏡。 |                                                                      |        |        |                |                       |
| 67 | 待公佈                                                               | 朴基鎬 | 韓英美 | 2023年11月28日 | 1.639                 |
| 晙熹擔心喜讚傷害祐赫，同時催促希在加緊復仇的腳步。賈桂琳以匿名的方式，拍下昌盛的模樣後，傳給基胤、慧琳。基胤、慧琳懷疑希在就是匿名者，而開始提防希在。閃耀聯繫不上祐赫、晙熹，英蘭也轉而不支持她和祐赫。祐赫威脅喜讚收回賭場法案，否則就要揭露喜讚非婚生子的秘密。喜讚向祐赫下跪求情不成，再次對祐赫動粗。昌盛向希在坦承自己假裝失憶，且將裝有攝影機的助聽器交付給了需芽。基胤、慧琳看著希在和昌盛交流的模樣，對希在心生懷疑。希在詢問需芽時，需芽卻聲稱不記得。希在支開需芽後，翻遍整個家，基胤則打算把需芽的玩偶扔掉。 |                                                                      |        |        |                |                       |
| 68 | 待公佈                                                               | 朴基鎬 | 韓英美 | 2023年11月29日 | 1.754                 |
| 希在阻止基胤把玩偶丟掉，卻發現助聽器不見了。需芽翹課，並請祐赫帶她去探望母親，把助聽器放在珠鏡的靈骨塔。祐赫提醒希在，復仇固然重要，也要關心需芽的需求。英蘭請祐赫狠心拒絕閃耀，因此祐赫對閃耀說了重話。閃耀向晙熹求助，晙熹進而得知喜讚對祐赫動粗，因此找喜讚理論。慧琳收到鑑定結果，發現賈桂琳欺騙她，因此質問賈桂琳，賈桂琳卻理直氣壯。希在試探賈桂琳，讓賈桂琳進入密室後，賈桂琳便以昌盛的存在威脅基胤和慧琳。 走投無路的賈桂琳只好拿昌盛來威脅基胤和慧琳。 |                                                                      |        |        |                |                       |
| 69 | 待公佈                                                               | 朴基鎬 | 韓英美 | 2023年11月30日 | 1.633                 |
| 賈桂琳以揭露昌盛活著的事實，威脅基胤把希在趕出家門。英蘭向喜讚提出離婚，喜讚堅決不從；賈桂琳得知此事後，見獵心喜。希在利用賈桂琳，離間基胤和喜讚。儘管基胤是十惡不赦的人，但賈桂琳深愛基胤，也渴望擁有家庭，因此她做好必死的決心，不是回到基胤身邊，就是死在基胤手裡，並提前向母親告別。晙熹試圖勸阻祐赫，但祐赫堅持要阻止喜讚作奸犯科。賈桂琳以保守祐赫身世秘密作為條件，換取祐赫的保護。基胤、慧琳決定鏟除賈桂琳。 |                                                                      |        |        |                |                       |
| 70 | 待公佈                                                               | 朴基鎬 | 韓英美 | 2023年12月1日  | 1.557                 |
| 基胤引誘賈桂琳，把她關在冰櫃，想置她於死地。基胤打算報失蹤，好繼承賈桂琳的財產。賈桂琳提前通報祐赫，並後悔遇見基胤。希在看見基胤的惡行後，同祐赫解救了賈桂琳。希在聲稱是因為愛基胤，才會彌補他的過錯，而賈桂琳勸希在別落得和她同樣的下場。賈桂琳因流產而崩潰，除了對珠鏡的處境感同身受，也誓言對基胤復仇。希在為置賈桂琳於不義感到痛苦，但她無法停止復仇。祐赫對希在的作為感到擔憂，希在則希望祐赫能夠遠離她的復仇。喜讚懇求英蘭不要和他離婚，英蘭便要求他真心地和晙熹、祐赫道歉。 |                                                                      |        |        |                |                       |
| 71 | 待公佈                                                               | 朴基鎬 | 韓英美 | 2023年12月4日  | 1.742                 |
| 希在試圖打開保險箱未果。基胤發現有人動過保險箱，查看監視器影像卻未見侵入者的身影。慧琳要求希在生下兒子，希在一口回絕她。成日和晙熹許諾終生，但不打算登記結婚。祐赫見晙熹寫下遺囑，便決定加快復仇的腳步。祐赫揭露基胤的惡行，並以自己的身世，威脅喜讚求得晙熹的原諒。賈桂琳對基胤害死肚裡的孩子感到氣憤，並想拿回投資金，於是希在慫恿賈桂琳離間基胤和喜讚，賈桂琳因此向基胤揭露祐赫的身世。喜讚和祐赫撇清關係，但基胤仍要求他倆進行親子鑑定。希在慫恿基胤搶先揭露喜讚的惡行。 |                                                                      |        |        |                |                       |
| 72 | 待公佈                                                               | 朴基鎬 | 韓英美 | 2023年12月5日  | 1.643                 |
| 賈桂琳向喜讚提議對基胤先發制人。希在發現保險箱被移走，而感到不安。喜讚為了取信於英蘭，虛情假意地向祐赫、晙熹致歉，但他內心只在乎自己受到的屈辱。基胤確認祐赫就是喜讚的親生兒子後，以政治獻金威脅喜讚親自剷除祐赫。基胤和賈桂琳正式離婚後，希在仍舊推開向她尋求安慰的基胤，使希在的心意受到質疑。 |                                                                      |        |        |                |                       |
| 73 | 待公佈                                                               | 朴基鎬 | 韓英美 | 2023年12月6日  | 1.672                 |
| 賈桂琳持續游走在基胤、喜讚之間，故意離間兩人。基胤要求祐赫安靜地生活，祐赫則故意提及基胤是私生子的秘密。基胤自覺遭喜讚背叛，希在便繼續挑撥他倆，令基胤產生嫉妒感。基胤執意要喜讚剷除祐赫，而喜讚也認為只要祐赫消失，他的人生就會順遂。昌盛早知基胤不是自己的親生兒子，卻視基胤如己出，令慧琳不敢置信。基胤確信希在不愛他，而質疑希在接近他的目的。喜讚、基胤策劃殺害祐赫，但晙熹為了救祐赫，反而被駛來的貨車撞上。 |                                                                      |        |        |                |                       |
| 74 | 待公佈                                                               | 朴基鎬 | 韓英美 | 2023年12月7日  | 1.780                 |
| 希在得知晙熹重傷的消息，便趕往醫院，但看在基胤眼裡卻很不是滋味。晙熹臨死前，希望希在、祐赫能夠繼續相戀，且她已不再憎恨喜讚。喜讚對晙熹母子感到歉疚，但為了守護英蘭、閃耀而不得為之。基胤繼續威逼喜讚了結祐赫，且因不滿希在參加晙熹的喪禮，而不請自來。基胤故意激怒祐赫，祐赫忍不住毆打基胤。 |                                                                      |        |        |                |                       |
| 75 | 待公佈                                                               | 朴基鎬 | 韓英美 | 2023年12月8日  | 1.710                 |
| 基胤命成九報警，意圖讓祐赫缺席晙熹的喪禮，但遭到希在、喜讚的勸阻。賈桂琳打算讓基胤愛上自己，再狠狠地踐踏基胤，因此以昌盛作為威脅，打算重回張家。希在暗自認為，賈桂琳重返張家是件好事，能夠讓她和基胤、慧琳對峙。希在對晙熹的死感到自責，祐赫聽見她的懺悔後，無法原諒希在為了復仇而傷及無辜。 |                                                                      |        |        |                |                       |
| 76 | 待公佈                                                               | 朴基鎬 | 韓英美 | 2023年12月11日 | 1.722                 |
| 祐赫對利用晙熹復仇的希在發怒，儘管守護想替希在澄清，但希在為了保護祐赫，故意讓祐赫誤會她。基胤發覺有人在他書房裡的監視器動手腳，並對希在、賈桂琳起疑。經成九搜索，基胤得知希在在他書房安裝了特殊的竊聽器，而開始對希在的存在存疑。祐赫質疑基胤教唆殺人，但基胤推給了喜讚，除了持續慫恿喜讚了結祐赫，也將喜讚和肇事者見面的相片傳給祐赫。 |                                                                      |        |        |                |                       |
| 77 | 待公佈                                                               | 朴基鎬 | 韓英美 | 2023年12月12日 | 1.762                 |
| 祐赫為母親的原諒感到不值，並對喜讚的虛情假意感到憤怒。喜讚堅稱自己是無辜的，並推卸為陰謀，祐赫便威脅喜讚交出基胤的秘密帳本。基胤懷疑希在的身分，便透過賈桂琳，和徵信社搭上線。基胤發現希在就是潛入書房的人，因此命成九跟蹤希在。希在和守護懷疑基胤移動保險箱的動機，祐赫則對希在接近他的家人充滿敵意。祐赫不想和喜讚的家人有所聯繫，因此冷待英蘭。賈桂琳夢見自己為基胤所害，因此警告被基胤盯上的希在，但希在不為所動。基胤透過徵信社，得知希在並非財閥千金，因此誓言要讓希在付出代價。 |                                                                      |        |        |                |                       |
| 78 | 待公佈                                                               | 朴基鎬 | 韓英美 | 2023年12月13日 | 1.590                 |
| 祐赫雖然對閃耀感到抱歉，但還是故意對閃耀釋出善意，想藉此刺激喜讚。賈桂琳想協助昌盛逃脫，卻被慧琳發現。慧琳迷昏賈桂琳後，把賈桂琳送進精神病院。昌盛親眼看見慧琳的惡行，並告訴了希在。基胤看見希在流鼻血後，想起珠鏡患有血小板減少症。 |                                                                      |        |        |                |                       |
| 79 | 待公佈                                                               | 朴基鎬 | 韓英美 | 2023年12月14日 | 待定                  |
| 基胤懷疑希在就是珠鏡，因此做了親子鑑定，進而發現真相。經成九調查，基胤發現禮鏡向大家問好的影片，是利用深偽技術製成。基胤假裝信任希在，暗地裡則計畫搜刮希在的錢後，再謀害她。希在為了不讓基胤起疑，從守護那取得大量現金。遭基胤囚禁的娜熙，逃出別墅後，向祐赫求助。基胤向閃耀揭露祐赫的身份，閃耀受到打擊而昏厥。 |                                                                      |        |        |                |                       |
| 80 | 待公佈                                                               | 朴基鎬 | 韓英美 | 2023年12月15日 | 1.718                 |
| 喜讚自覺遭基胤背叛，希在心底則鄙視基胤的作為。閃耀對父親拋棄兒子的行為感到不齒，也無法原諒父親。基胤計畫拋棄喜讚，並和其他政客合作。希在擔心祐赫受到波及，而通報守護。祐赫因此提醒了喜讚，喜讚則警示祐赫勿信任何人，同時在祐赫、基胤之間掙扎。基胤在昌盛房裡裝了監聽器，得知希在嘗試幫助昌盛逃脫，因此下定決心謀害希在、昌盛。基胤決定利用需芽，耍弄希在，使得希在擔心復仇計畫會傷及需芽所愛的人。 |                                                                      |        |        |                |                       |
| 81 | 待公佈                                                               | 朴基鎬 | 韓英美 | 2023年12月18日 | 待定                  |
| 基胤故意在公司大廳向希在求婚，使祐赫、承弼對希在的誤會加深。昌盛想勸希在為了需芽和基胤重新開始，但希在不願放棄復仇，竊聽他們談話的基胤也嗤之以鼻。喜讚向晙熹懺悔，且承諾祐赫會交出基胤的秘密帳本。喜讚向基胤聲稱會親自解決祐赫，而基胤早已決定背叛喜讚。基胤認定昌盛因為他是私生子而不重用他，並警告昌盛別和希在走太近。 |                                                                      |        |        |                |                       |
| 82 | 待公佈                                                               | 朴基鎬 | 韓英美 | 2023年12月19日 | 待定                  |
| 承弼為了拯救賈桂琳，而假扮成醫生，潛入精神病院。成九展開捉捕賈桂琳和承弼的行動；承弼為了取信於基胤，假裝賈桂琳推他下樓，並因此頭破血流。賈桂琳意識到承弼是唯一真正關心她的朋友，而基胤則對賈桂琳刮目相看。基胤向慧琳透露希在就是珠鏡的事實。英蘭質問基胤為何要惹事生非，基胤便揭露喜讚企圖謀害祐赫的事。 |                                                                      |        |        |                |                       |
| 83 | 待公佈                                                               | 朴基鎬 | 韓英美 | 2023年12月20日 | 待定                  |
| 英蘭對喜讚的惡行難以置信，並決定離婚，而喜讚也打算自首。喜讚發現遭基胤監聽，因此知會祐赫，並假裝信任基胤。賈桂琳認為復仇是她的責任，因此勸希在放棄復仇。賈桂琳重回基胤身邊，而基胤以為賈桂琳仍心向自己，因此轉向和賈桂琳合作。希在擔心基胤發現她的真實身份，因此努力救出昌盛。希在聽聞基胤打算對祐赫不利，因此警告祐赫，但祐赫不領情。當基胤以為喜讚準備對祐赫不利時，喜讚實則是針對基胤，打算謀害基胤。 |                                                                      |        |        |                |                       |
| 84 | 待公佈                                                               | 朴基鎬 | 韓英美 | 2023年12月21日 | 待定                  |
| 喜讚為了祐赫的安全，命人謀害基胤。喜讚向祐赫懺悔，並打算前去自首。喜讚的計畫以失敗告終，而基胤察覺遭喜讚背叛後，便揭露洗讚的惡行，並訴諸輿論。喜讚為了躲避警方的追緝，而展開逃亡。祐赫為了還擊基胤，安排娜熙召開記者會，揭發基胤強迫女演員招待政客。基胤氣急敗壞，公司也陷入危機。基胤對希在的態度轉變，並將希在即珠鏡的事實告訴了賈桂琳。希在在基胤的書房發現了親子鑑定報告，進而得知基胤知曉她的真實身份。 |                                                                      |        |        |                |                       |
| 85 | 待公佈                                                               | 朴基鎬 | 韓英美 | 2023年12月22日 | 待定                  |
| 希在原本打算帶著需芽逃跑，但她決定留下來，完成復仇。基胤像賈桂琳透露他打算將希在利用殆盡後，才處理掉希在。賈桂琳向希在通報基胤的計畫，建議她趕緊離開張家，希在也提醒她提防基胤。喜讚以秘密帳簿威脅基胤，而基胤也遭到警方的調查。基胤經過竊聽，得知希在打算偷渡昌盛。夜裡，希在準備帶著昌盛離開時，卻踩到基胤、慧琳佈置的碎玻璃而受傷。基胤搶走希在的藥，打算讓希在就此血流不止。 |                                                                      |        |        |                |                       |
| 86 | 待公佈                                                               | 朴基鎬 | 韓英美 | 2023年12月25日 | 待定                  |
| 警方收到家暴舉報，基胤、慧琳便摀住希在、昌盛的嘴巴，安置於房間。警方入屋後，發現血跡，並聽見希在虛弱的求救聲，便趕緊將希在送醫。然而，救出希在的人，實際上是祐赫、守護為了拯救希在，而派來的假警察。祐赫為自己誤會希在致歉，並再次確認彼此的心意。喜讚和基胤交易，但喜讚發現基胤試圖暗算他。基胤發現自己被騙，而感到憤怒。希在不顧祐赫的勸阻，為了救出昌盛而執意回到張家，並以昌盛未死的事實威脅基胤。賈桂琳得知希在回到張家後，也決定搬進張家、幫助希在。基胤故意將希在的真實身份告訴需芽，需芽受到驚嚇而昏厥。 |                                                                      |        |        |                |                       |
| 87 | 待公佈                                                               | 朴基鎬 | 韓英美 | 2023年12月26日 | 待定                  |
| 基胤假裝為需芽著想，勸珠鏡放棄復仇。珠鏡不相信基胤，但想到需芽又覺得心痛。需芽甦醒後，確認希在是珠鏡，喜極而泣，並希望父母能夠幸福地生活在一起。希在內心感到複雜，並向祐赫訴苦。慧琳為了報復昌盛，而不讓他吃飯。基胤決定奪取喜讚掌握的秘密帳本，於是賈桂琳通報了祐赫。祐赫跟蹤基胤，並為了救喜讚而遭到木棍重擊。 |                                                                      |        |        |                |                       |
| 88 | 待公佈                                                               | 朴基鎬 | 韓英美 | 2023年12月27日 | 待定                  |
| 祐赫手術成功，但尚未恢復意識。基胤成功取走對他不利的USB，但喜讚另有備份，並誓言要他為傷害祐赫付出代價。珠鏡為了需芽而掙扎，賈桂琳便以自己的遭遇，奉勸她千萬別動搖、勿信基胤。珠鏡向成日坦白自己的真實身份，以及昌盛還活著的事實。基胤、慧琳決定搶先一步，把昌盛轉移至他處。些微癡呆的昌盛，憶起他深愛慧琳，甚至甘願接納慧琳的私生子。慧琳內心動搖，但仍為了基胤，決定處理掉昌盛。賈桂琳發現基胤、慧琳的計畫，便通報珠鏡。成日看見慧琳載走昌盛，便同珠鏡趕去營救，卻遭黑衣人包圍。 |                                                                      |        |        |                |                       |
| 89 | 待公佈                                                               | 朴基鎬 | 韓英美 | 2023年12月28日 | 待定                  |
| 守護放出警笛聲，嚇跑慧琳一夥人。基胤得知昌盛被珠鏡救走後，編造了昌盛因遭珠鏡背叛，而自導自演的謊言。昌盛的症狀，令珠鏡、守護擔心其證詞不被採信。基胤持續以需芽，給珠鏡施加壓力。喜讚密會家人，表達自首的意願。喜讚準備前往警局自首時，基胤命成九駕車撞死喜讚。祐赫親眼目睹喜讚發生車禍，喜讚則要祐赫保管他的眼鏡。 |                                                                      |        |        |                |                       |
| 90 | 待公佈                                                               | 朴基鎬 | 韓英美 | 2023年12月29日 | 待定                  |
| 喜讚重傷入院，基胤卻對喜讚未死感到可惜。喜讚的眼鏡，清楚錄下肇事逃逸的駕駛是成九。基胤要賈桂琳確認珠鏡是否又和祐赫在一起，珠鏡、賈桂琳、祐赫則發誓要讓基胤流下血淚。珠鏡讓英蘭進入張家興師問罪，但基胤矢口否認，英蘭則責難慧琳教育失敗。需芽不樂見珠鏡和基胤爭執，令珠鏡感到掙扎。祐赫向警方告發基胤教唆殺人，基胤因此被警方帶去訊問。 |                                                                      |        |        |                |                       |
| 91 | 待公佈                                                               | 朴基鎬 | 韓英美 | 2024年1月1日   | 1.961                 |
| 成九也遭警方逮捕，但基胤矢口否認教唆殺人，並質疑影片的真偽。基胤製作假影片，製造成九的不在場證明。基胤被釋放後，命成九跑路。慧琳當年隱瞞自己的家世，懷了養豬場主人的孩子，嫁給了昌盛。珠鏡得知慧琳的過去，對於過去遭慧琳鄙視感到憤怒。慧琳辱罵珠鏡陷基胤於不義，但珠鏡責難慧琳扭曲的母愛。成日公開昌盛活著的事實，令基胤怒不可遏，便賞了珠鏡一巴掌。 |                                                                      |        |        |                |                       |
| 92 | 待公佈                                                               | 朴基鎬 | 韓英美 | 2024年1月2日   | 1.867                 |
| 成日開了直播，但昌盛表現出失智症狀，令基胤、慧琳鬆了一口氣。基胤教唆醫師做偽證，聲稱珠鏡意圖謀害昌盛，並誣陷希在是企圖謀奪WJ娛樂的世紀惡女。基胤、慧琳恐有詐保之嫌，因此不得不退回保險金，但慧琳花掉了太多錢，使得母子倆產生衝突。基胤因財產流失而不滿，並聽取慧琳的建議，決定告發珠鏡。跑路的成九身無分文，而珠鏡發現他徘徊於基胤周圍。珠鏡因偽造身份，遭警方帶去訊問。 |                                                                      |        |        |                |                       |
| 93 | 待公佈                                                               | 朴基鎬 | 韓英美 | 2024年1月3日   | 1.978                 |
| 需芽看著珠鏡被警察帶走而嚎啕大哭，賈桂琳便安慰了需芽。珠鏡向警方坦承自己的真實身份，以及基胤企圖謀害她，但警方不採信珠鏡的說詞。珠鏡遭控詐欺罪，但在祐赫的協助下，得以被釋放。基胤對此感到不悅，並要求珠鏡搬走，但珠鏡不從。基胤刻意阻饒珠鏡和需芽見面，令珠鏡感到痛苦。昌盛為了阻止基胤繼續傷害珠鏡，於是在珠鏡的陪同下，回到張家。昌盛反省自己嚴厲管教基胤，但他視基胤如己出，因此希望基胤能改邪歸正。基胤仍感到不平衡，昌盛自責之餘，忽然失去意識。 |                                                                      |        |        |                |                       |
| 94 | 待公佈                                                               | 朴基鎬 | 韓英美 | 2024年1月4日   | 1.990                 |
| 珠鏡責難基胤害昌盛做出極端的選擇，基胤卻推卸責任給珠鏡。昌盛甦醒後，無法接受自己還活著的事實，便請求珠鏡、成日帶他離開。昌盛為了彌補基胤，錄下自己詐死的影片。基胤、慧琳見昌盛的作為，雖然動搖，但已經無法回到過去。基胤將昌盛的自白影片提交給警方，聲稱希在利用了患病的昌盛，並對珠鏡申請限制令。珠鏡發現走投無路的成九，並提醒他將會被基胤拋棄。需芽聽見基胤、慧琳的談話，得知基胤對珠鏡不利。 |                                                                      |        |        |                |                       |
| 95 | 待公佈                                                               | 朴基鎬 | 韓英美 | 2024年1月5日   | 1.925                 |
| 珠鏡無法見到需芽而感到痛苦，便起了直接殺害基胤的念頭，但祐赫提醒珠鏡如基胤那般墮落。基胤要求珠鏡交出股票，換取限制令的撤銷。賈桂琳為自己過去的作為，向需芽致歉，需芽也原諒了她。慧琳假借探望喜讚，實則尋覓喜讚藏匿的證據，卻被英蘭識破，並被趕出病房。珠鏡、賈桂琳攜手，把慧琳關進精神病院，以報仇雪恨。 |                                                                      |        |        |                |                       |
| 96 | 待公佈                                                               | 朴基鎬 | 韓英美 | 2024年1月8日   | 1.893                 |
| 賈桂琳為自己過去的作為，向珠鏡道歉，珠鏡也原諒了醒悟的賈桂琳。慧琳的失蹤，分散了基胤的注意力，使他焦躁不安，進而影響了需芽的情緒。基胤以患上小兒恐慌症的需芽，威逼珠鏡交出慧琳。珠鏡為了需芽，只好懇求昌盛揭發基胤，但昌盛為了保護基胤，而回絕珠鏡。成九向基胤。雖然成九犯行無數，但都是奉基胤之命，因此珠鏡努力拉攏成九，好將基胤繩之以法。 |                                                                      |        |        |                |                       |
| 97 | 待公佈                                                               | 朴基鎬 | 韓英美 | 2024年1月9日   | 1.961                 |
| 喜讚終於甦醒，並得知基胤尚未被繩之以法。基胤得知喜讚甦醒，加上慧琳失蹤，令他感到焦躁。基胤以協助潛逃國外為條件，命成九了結珠鏡和祐赫，但他暗地裡打算拋棄成九。珠鏡、祐赫以慧琳作為籌碼，要求基胤交出帳本。基胤請賈桂琳營救母親，但賈桂琳只是表面答應他。基胤帶著珠鏡、祐赫前去放置秘密帳簿的保險箱，殊不知，秘密帳本早已被成九取走。 |                                                                      |        |        |                |                       |
| 98 | 待公佈                                                               | 朴基鎬 | 韓英美 | 2024年1月10日  | 1.850                 |
| 基胤發現成九偷走他的秘密帳簿，而珠鏡因未能取得帳簿而取消和基胤的交易。喜讚向警方自首，並供出基胤的惡行，但基胤聲稱是遭誣陷。由於喜讚的形象一落千丈，其證詞不被採信，與此同時，WJ娛樂正慶祝著媒體谷的成功。基胤命成九以帳簿引誘珠鏡和祐赫，並綁架了他們。基胤打算污衊珠鏡和祐赫外遇，再以自殺包裝他的謀殺計畫。 |                                                                      |        |        |                |                       |
| 99 | 待公佈                                                               | 朴基鎬 | 韓英美 | 2024年1月11日  | 2.005                 |
| 基胤命成九了結珠鏡、祐赫，並把慧琳接回家。基胤得知賈桂琳是藏匿慧琳的始作俑者，但賈桂琳早已收到通報，並趕緊逃離張家。成九得知基胤打算拋棄他後，向珠鏡、祐赫倒戈，準備同喜讚揭發基胤的惡行。珠鏡將秘密帳簿拿給昌盛看，昌盛才發現基胤玷污了WJ娛樂。基胤發現成九並為殺死珠鏡、祐赫，便破壞了電梯，意圖殺害背叛他的成九。 |                                                                      |        |        |                |                       |
| 100 | 待公佈                                                               | 朴基鎬 | 韓英美 | 2024年1月12日  | 1.770                 |
| 成日苦勸昌盛，但即使基胤選擇拋棄昌盛，昌盛仍認為父母不應放棄子女。基胤聲稱需芽患上白血病，並以骨髓移植為由，哭求珠鏡交出帳簿。賈桂琳得知基胤的說詞後，認為這是個陷阱，而提醒珠鏡切勿上當。珠鏡認為，打敗基胤卻失去需芽很不值，因此不管是否被騙，仍決議交出帳簿。祐赫發現基胤說謊，而基胤則為自己的勝利竊喜。殊不知，珠鏡故意交出空的隨身碟，而賈桂琳故意和慧琳爭執，讓珠鏡得已暗中帶走需芽。 |                                                                      |        |        |                |                       |
| 101 | 待公佈                                                               | 朴基鎬 | 韓英美 | 2024年1月15日  | 1.920                 |
| 昌盛得知基胤利用了需芽，感到難以置信，成日則苦勸昌盛清醒過來。基胤暗通柳檢察官，取回了秘密帳本。未死的成九，手上握有承弼的手機，裡頭存著銀夏被逼迫進行招待的影片。成九企圖以影片要脅基胤，卻被警方逮捕，影片最終落入柳檢察官手中。基胤報警打算帶走需芽，不但遭到昌盛的制止，還導致需芽過度換氣，只好作罷。需芽把昌盛以前交給他的助聽器，轉交給珠鏡，珠鏡進而發現基胤意圖殺害昌盛的影像。 |                                                                      |        |        |                |                       |
| 102 | 待公佈                                                               | 朴基鎬 | 韓英美 | 2024年1月16日  | 1.991                 |
| 珠鏡無法理解昌盛包庇基胤的行為，因此不顧昌盛的勸阻，將基胤謀殺昌盛的影片放上網路。基胤的罪行被揭露，令他對珠鏡、昌盛感到氣憤，並宣稱那是深偽影片。賈桂琳要求基胤返還投資金，否則將會啟動查封程序。賈桂琳打算投資NA娛樂，並以承弼為名成立慈善機構。牢中的喜讚，向英蘭提出離婚，但英蘭決定終身守在喜讚身旁。昌盛見基胤毫無悔意，便決定召開記者會，結果基胤卻找來警察，強行把需芽帶走。承弼病危逝世，賈桂琳崩潰之餘，決定槍殺基胤。 |                                                                      |        |        |                |                       |
| 103 | 待公佈                                                               | 朴基鎬 | 韓英美 | 2024年1月17日  | 2.047                 |
| 珠鏡及時阻止賈桂琳，勸賈桂琳為母親和承弼著想，並以正確的方式復仇。基胤期望藉由媒體谷，讓WJ娛樂躍升國際，以獲得更大的權力。基胤發現柳檢察官和祐赫有所聯繫，但柳檢察官弭平了基胤對他的懷疑。基胤請柳檢察官以誣告等罪嫌，加諸於珠鏡等人身上，以利媒體谷簽約儀式順利進行。正當基胤以為自己的萬無一失時，活動現場卻播起他犯行的影片。 |                                                                      |        |        |                |                       |
| 104 | 待公佈                                                               | 朴基鎬 | 韓英美 | 2024年1月18日  | 2.129                 |
| 基胤依舊辯稱珠鏡播放的影像是深偽影片，但成九出面證實基胤的惡行，柳檢察官也透過基胤的智慧手錶確認了他的行蹤。基胤這才發現柳檢察官和祐赫是一夥，於是在慧琳和手下的幫助下，展開逃亡。慧琳打算帶上需芽，和基胤潛逃國外，結果遭到昌盛和成日的攔阻，便只好獨自啟程。在祐赫的建議下，珠鏡試圖說服基胤，為需芽自首，但基胤堅信自己會東山再起而不從。成九破壞了基胤的轎車，導致基胤因煞車失靈，而連人帶車衝下山坡。 |                                                                      |        |        |                |                       |
| 105 | 待公佈                                                               | 朴基鎬 | 韓英美 | 2024年1月19日  | 2.061                 |
| 基胤傷重身亡，慧琳則因車輛爆炸，被尖銳物刺瞎了雙眼。珠鏡看著被蓋上白布的基胤，不禁感慨，但賈桂琳想起被基胤害死的人們，便毫不同情他。昌盛收到噩耗後，自責不已，但成日認為是基胤不理解父親的愛，才釀成悲劇。珠鏡仍感到沉重，並對犧牲的人們感到歉疚。珠鏡偽造身份的罪狀獲得緩刑，並終於取回原本的身份。WJ娛樂和NA娛樂宣布合併，身為大股東的祐赫、賈桂琳則任命珠鏡擔任會長。娜熙和守護結婚產子。住在療養院的慧琳，堅信基胤未死，儘管她失去了對婚姻的記憶，但昌盛仍決定照料慧琳的餘生。夢中，承弼鼓舞賈桂琳，使賈桂琳決定放下歉疚感，帶著母親前往美國，展開全新的生活。祐赫獲得大獎時，公開向珠鏡求婚，兩人同需芽開始過著幸福的生活。                                                               |                                                                      |        |        |                |                       |

## 迴響

### 收視率
《優雅的帝國》於2023年8月7日晚間7點50分開播，根據尼爾森韓國的調查，首集全國收視9.4%，與前一檔作品《秘密的女人》的開播收視10.4%相比，本劇下跌約1%。本劇從第2集開始，收視持續探底，於第8集創下最低收視7.9%後，才逐漸回升。2024年1月18日播出的第104集以12.5%的收視，刷新自身最高收視紀錄。
與同期播映的日日劇相比，本劇收視僅次於KBS 1TV的日日劇《是金 是玉》、《咣噹啷啷家族》，高於MBC的日日劇《天空的因緣》、《第三次結婚》。自開播以來，本劇長期位居韓國地上波週間收視前5名。其中，共有9週排行第5名、6週排行第4名、5週排行第3名，播映最末週則爬升至底2名，惟11月第4週因轉播2026世界盃亞洲區第2輪外圍賽的緣故，而跌出前5名。
| 集數 | 集數        | 每季集數 | 每季集數 | 每季集數 | 每季集數 | 每季集數 | 每季集數 | 每季集數 | 每季集數 | 每季集數 | 每季集數 |
| 集數 | 集數        | 1        | 2        | 3        | 4        | 5        | 6        | 7        | 8        | 9        | 10       |
| ---- | ----------- | -------- | -------- | -------- | -------- | -------- | -------- | -------- | -------- | -------- | -------- |
|      | 第1-10集    | 1.496    | 1.496    | 1.481    | 1.519    | 1.404    | 1.598    | 1.344    | 1.343    | 1.496    | 1.454    |
|      | 第11-20集   | 1.513    | 1.540    | 1.432    | 1.481    | 1.458    | 1.572    | 1.636    | 1.487    | 1.555    | 1.603    |
|      | 第21-30集   | 1.507    | 1.557    | 1.493    | 1.515    | 1.626    | 1.540    | 1.649    | 1.655    | 1.531    | 1.629    |
|      | 第31-40集   | 1.673    | 1.436    | 1.405    | 1.431    | 1.471    | 1.399    | 1.249    | 1.417    | 1.356    | 1.283    |
|      | 第41-50集   | 1.586    | 1.482    | 1.463    | 1.436    | 1.440    | 1.454    | 1.503    | 1.477    | 1.505    | 1.547    |
|      | 第51-60集   | 1.387    | 1.593    | 1.499    | 1.451    | 1.562    | 1.578    | 1.505    | 1.586    | 1.433    | 1.432    |
|      | 第61-70集   | 1.583    | 1.661    | 1.572    | 1.618    | 1.559    | 1.694    | 1.639    | 1.754    | 1.633    | 1.557    |
|      | 第71-80集   | 1.742    | 1.643    | 1.672    | 1.780    | 1.710    | 1.722    | 1.762    | 1.590    | 待定     | 1.718    |
|      | 第81-90集   | 待定     | 待定     | 待定     | 待定     | 待定     | 待定     | 待定     | 待定     | 待定     | 待定     |
|      | 第91-100集  | 1.961    | 1.867    | 1.978    | 1.990    | 1.925    | 1.893    | 1.961    | 1.850    | 2.005    | 1.770    |
|      | 第101-105集 | 1.920    | 1.991    | 2.047    | 2.129    | 2.061    | –        | –        | –        | –        | –        |

| 集數 | 標題                           | 播出日期       | 尼爾森全國收視率 | 尼爾森全國收視率 | 尼爾森首都圈收視率 | 尼爾森首都圈收視率 | TNMS 全國收視率 |
| 集數 | 標題                           | 播出日期       | 家庭戶比例       | 人數（百萬）     | 家庭戶比例         | 人數（百萬）       | TNMS 全國收視率 |
| ---- | ------------------------------ | -------------- | ---------------- | ---------------- | ------------------ | ------------------ | --------------- |
| 1    |                                | 2023年8月7日   | 9.4%             | 1.496            | 8.4%               | 0.866              | 9.95%           |
| 2    |                                | 2023年8月8日   | 9.2%             | 1.496            | 8.2%               | 0.881              | 9.95%           |
| 3    |                                | 2023年8月9日   | 8.7%             | 1.481            | 7.5%               | 0.872              | 9.95%           |
| 4    |                                | 2023年8月10日  | 8.6%             | 1.519            | 7.2%               | 0.880              | 9.95%           |
| 5    |                                | 2023年8月14日  | 8.8%             | 1.404            | 7.7%               | 0.787              | 8.3%            |
| 6    |                                | 2023年8月15日  | 8.9%             | 1.598            | 7.8%               | 0.923              | 8.9%            |
| 7    |                                | 2023年8月16日  | 8.0%             | 1.344            | 6.5%               | 0.724              | 9.3%            |
| 8    |                                | 2023年8月17日  | 7.9%             | 1.343            | 6.8%               | 0.807              | 9.4%            |
| 9    |                                | 2023年8月18日  | 8.7%             | 1.496            | 7.1%               | 0.851              | 9.0%            |
| 10   |                                | 2023年8月21日  | 8.7%             | 1.454            | 7.1%               | 0.778              | 9.1%            |
| 11   |                                | 2023年8月22日  | 8.7%             | 1.513            | 7.2%               | 0.838              | 10.1%           |
| 12   |                                | 2023年8月23日  | 9.1%             | 1.540            | 7.4%               | 0.836              | 10.7%           |
| 13   |                                | 2023年8月24日  | 8.8%             | 1.432            | 7.1%               | 0.751              | 10.3%           |
| 14   |                                | 2023年8月25日  | 8.8%             | 1.481            | 6.9%               | 0.813              | 10.2%           |
| 15   |                                | 2023年8月28日  | 9.1%             | 1.458            | 7.6%               | 0.801              | 9.6%            |
| 16   |                                | 2023年8月29日  | 9.9%             | 1.572            | 8.4%               | 0.860              | 10.7%           |
| 17   |                                | 2023年8月30日  | 9.4%             | 1.636            | 7.8%               | 0.917              | 11.1%           |
| 18   |                                | 2023年8月31日  | 8.9%             | 1.487            | 7.1%               | 0.790              | 9.8%            |
| 19   |                                | 2023年9月1日   | 9.3%             | 1.555            | 7.3%               | 0.818              | 10.4%           |
| 20   |                                | 2023年9月4日   | 9.8%             | 1.603            | 8.5%               | 0.918              | 10.1%           |
| 21   |                                | 2023年9月5日   | 9.7%             | 1.507            | 8.0%               | 0.808              | 10.6%           |
| 22   |                                | 2023年9月6日   | 9.3%             | 1.557            | 7.4%               | 0.883              | 10.7%           |
| 23   |                                | 2023年9月7日   | 9.2%             | 1.493            | 7.7%               | 0.800              | —               |
| 24   |                                | 2023年9月8日   | 9.1%             | 1.515            | 6.9%               | 0.788              | —               |
| 25   |                                | 2023年9月11日  | 9.7%             | 1.626            | 8.1%               | 0.919              | 11.6%           |
| 26   |                                | 2023年9月12日  | 9.5%             | 1.540            | 7.9%               | 0.868              | 10.6%           |
| 27   |                                | 2023年9月13日  | 10.1%            | 1.649            | 8.1%               | 0.940              | 9.9%            |
| 28   |                                | 2023年9月14日  | 10.4%            | 1.655            | 8.8%               | 0.941              | 12.0%           |
| 29   |                                | 2023年9月15日  | 9.7%             | 1.531            | 7.4%               | 0.767              | 11.0%           |
| 30   |                                | 2023年9月18日  | 9.9%             | 1.629            | 8.6%               | 0.950              | 11.8%           |
| 31   |                                | 2023年9月20日  | 9.9%             | 1.673            | 8.0%               | 0.915              | 10.6%           |
| 32   |                                | 2023年9月22日  | 8.7%             | 1.436            | 7.3%               | 0.799              | 9.2%            |
| 33   |                                | 2023年10月9日  | 8.3%             | 1.405            | 6.7%               | 0.791              | 9.2%            |
| 34   |                                | 2023年10月10日 | 9.0%             | 1.431            | 7.5%               | 0.780              | 10.3%           |
| 35   |                                | 2023年10月11日 | 8.3%             | 1.471            | 7.0%               | 0.835              | 9.9%            |
| 36   |                                | 2023年10月12日 | 8.9%             | 1.399            | 7.7%               | 0.800              | 9.9%            |
| 37   |                                | 2023年10月13日 | 8.0%             | 1.249            | 6.6%               | 0.660              | 9.0%            |
| 38   |                                | 2023年10月16日 | 9.0%             | 1.417            | 7.5%               | 0.779              | 9.0%            |
| 39   |                                | 2023年10月17日 | 8.7%             | 1.356            | 6.9%               | 0.708              | 9.1%            |
| 40   |                                | 2023年10月18日 | 8.6%             | 1.283            | 7.0%               | 0.664              | 9.2%            |
| 41   |                                | 2023年10月19日 | 9.5%             | 1.586            | 8.3%               | 0.890              | 9.8%            |
| 42   |                                | 2023年10月20日 | 9.1%             | 1.482            | 7.9%               | 0.838              | 10.0%           |
| 43   |                                | 2023年10月23日 | 9.6%             | 1.463            | 8.1%               | 0.788              | 10.1%           |
| 44   | 哈哈哈！……竟敢……跟我……離婚？？ | 2023年10月24日 | 9.2%             | 1.436            | 8.1%               | 0.825              | 10.3%           |
| 45   |                                | 2023年10月25日 | 8.9%             | 1.440            | 7.5%               | 0.781              | 10.0%           |
| 46   |                                | 2023年10月26日 | 9.1%             | 1.454            | 8.1%               | 0.850              | 8.7%            |
| 47   |                                | 2023年10月27日 | 9.2%             | 1.503            | 7.8%               | 0.818              | 10.0%           |
| 48   |                                | 2023年10月30日 | 9.3%             | 1.477            | 8.4%               | 0.824              | 10.0%           |
| 49   |                                | 2023年11月1日  | 9.3%             | 1.505            | 7.8%               | 0.827              | 11.0%           |
| 50   |                                | 2023年11月2日  | 9.4%             | 1.547            | 8.1%               | 0.865              | 9.4%            |
| 51   |                                | 2023年11月3日  | 8.7%             | 1.387            | 7.4%               | 0.766              | 9.3%            |
| 52   |                                | 2023年11月6日  | 9.7%             | 1.593            | 8.5%               | 0.931              | 10.6%           |
| 53   |                                | 2023年11月7日  | 9.1%             | 1.499            | 7.8%               | 0.827              | 8.6%            |
| 54   |                                | 2023年11月8日  | 8.8%             | 1.451            | 7.1%               | 0.781              | 10.4%           |
| 55   |                                | 2023年11月9日  | 9.5%             | 1.562            | 8.5%               | 0.907              | 10.6%           |
| 56   |                                | 2023年11月13日 | 9.9%             | 1.578            | 8.5%               | 0.886              | 10.0%           |
| 57   |                                | 2023年11月14日 | 9.3%             | 1.505            | 8.0%               | 0.833              | 10.8%           |
| 58   |                                | 2023年11月15日 | 10.0%            | 1.586            | 8.4%               | 0.848              | 10.4%           |
| 59   |                                | 2023年11月16日 | 9.1%             | 1.433            | 7.7%               | 0.776              | 9.8%            |
| 60   |                                | 2023年11月17日 | 9.3%             | 1.432            | 8.1%               | 0.781              | —               |
| 61   |                                | 2023年11月20日 | 9.4%             | 1.583            | 8.0%               | 0.870              | 11.1%           |
| 62   |                                | 2023年11月21日 | 9.6%             | 1.661            | 8.2%               | 0.919              | 11.8%           |
| 63   | 第63回                         | 2023年11月22日 | 9.3%             | 1.572            | 8.1%               | 0.925              | 10.2%           |
| 64   | 第64回                         | 2023年11月23日 | 9.6%             | 1.618            | 8.8%               | 0.961              | 11.1%           |
| 65   | 第65回                         | 2023年11月24日 | 9.4%             | 1.559            | 7.8%               | 0.825              | 10.0%           |
| 66   | 第66回                         | 2023年11月27日 | 9.8%             | 1.694            | 8.7%               | 0.986              | 11.2%           |
| 67   | 第67回                         | 2023年11月28日 | 9.7%             | 1.639            | 8.1%               | 0.869              | 11.2%           |
| 68   | 第68回                         | 2023年11月29日 | 10.5%            | 1.754            | 8.9%               | 0.969              | 11.6%           |
| 69   | 第69回                         | 2023年11月30日 | 9.7%             | 1.633            | 8.2%               | 0.871              | 10.5%           |
| 70   | 第70回                         | 2023年12月1日  | 9.3%             | 1.557            | 7.9%               | 0.889              | 10.1%           |
| 71   | 第71回                         | 2023年12月4日  | 10.5%            | 1.742            | 9.5%               | 0.997              | 10.4%           |
| 72   | 第72回                         | 2023年12月5日  | 10.2%            | 1.643            | 8.8%               | 0.923              | 10.5%           |
| 73   | 第73回                         | 2023年12月6日  | 9.9%             | 1.672            | 8.9%               | 0.992              | 10.8%           |
| 74   | 第74回                         | 2023年12月7日  | 10.5%            | 1.780            | 9.5%               | 1.048              | 10.0%           |
| 75   | 第75回                         | 2023年12月8日  | 9.9%             | 1.710            | 8.4%               | 0.996              | 10.0%           |
| 76   | 第76回                         | 2023年12月11日 | 10.7%            | 1.722            | 9.5%               | 0.978              | 11.5%           |
| 77   | 第77回                         | 2023年12月12日 | 10.3%            | 1.762            | 8.9%               | 0.984              | 11.4%           |
| 78   | 第78回                         | 2023年12月13日 | 9.5%             | 1.590            | 7.9%               | 0.895              | 11.6%           |
| 79   | 第79回                         | 2023年12月14日 | 10.4%            | —                | —                  | —                  | 11.0%           |
| 80   | 第80回                         | 2023年12月15日 | 10.5%            | 1.718            | 8.9%               | 0.966              | 11.4%           |
| 81   | 第81回                         | 2023年12月18日 | 10.5%            | —                | —                  | —                  | 11.0%           |
| 82   | 第82回                         | 2023年12月19日 | 10.7%            | —                | —                  | —                  | 11.7%           |
| 83   | 第83回                         | 2023年12月20日 | 10.2%            | —                | —                  | —                  | 11.5%           |
| 84   | 第84回                         | 2023年12月21日 | 11.6%            | —                | —                  | —                  | —               |
| 85   | 第85回                         | 2023年12月22日 | 10.0%            | —                | —                  | —                  | —               |
| 86   | 第86回                         | 2023年12月25日 | 11.7%            | —                | —                  | —                  | 11.63%          |
| 87   | 第87回                         | 2023年12月26日 | 10.9%            | —                | —                  | —                  | 11.63%          |
| 88   | 第88回                         | 2023年12月27日 | 10.5%            | —                | —                  | —                  | 11.63%          |
| 89   | 第89回                         | 2023年12月28日 | 11.2%            | —                | —                  | —                  | 11.63%          |
| 90   | 第90回                         | 2023年12月29日 | 11.0%            | —                | —                  | —                  | 11.63%          |
| 91   | 第91回                         | 2024年1月1日   | 11.5%            | 1.995            | 9.8%               | 1.050              | —               |
| 92   | 第92回                         | 2024年1月2日   | 11.5%            | 1.867            | 9.6%               | 1.002              | —               |
| 93   | 第93回                         | 2024年1月3日   | 11.5%            | 1.978            | 9.4%               | 1.075              | —               |
| 94   | 第94回                         | 2024年1月4日   | 11.5%            | 1.990            | 10.2%              | 1.096              | —               |
| 95   | 第95回                         | 2024年1月5日   | 11.7%            | 1.925            | 9.9%               | 1.096              | —               |
| 96   | 第96回                         | 2024年1月8日   | 11.4%            | 1.893            | 10.0%              | 1.054              | —               |
| 97   | 第97回                         | 2024年1月9日   | 11.3%            | 1.961            | 9.5%               | 1.055              | —               |
| 98   | 第98回                         | 2024年1月10日  | 11.0%            | 1.850            | 9.2%               | 1.013              | —               |
| 99   | 第99回                         | 2024年1月11日  | 11.8%            | 2.005            | 10.2%              | 1.104              | —               |
| 100  | 第100回                        | 2024年1月12日  | 10.5%            | 1.770            | 9.1%               | 1.012              | —               |
| 101  | 第101回                        | 2024年1月15日  | 11.6%            | 1.920            | 10.3%              | 1.086              | —               |
| 102  | 第102回                        | 2024年1月16日  | 12.1%            | 1.991            | 10.3%              | 1.070              | —               |
| 103  | 第103回                        | 2024年1月17日  | 12.0%            | 2.047            | 11.2%              | 1.251              | —               |
| 104  | 第104回                        | 2024年1月18日  | 12.5%            | 2.129            | 10.5%              | 1.152              | —               |
| 105  | 第105回                        | 2024年1月19日  | 11.9%            | 2.061            | 10.3%              | 1.160              | —               |
| 特輯 | 特輯                           | 2024年1月11日  | 0.5%             | —                | —                  | —                  | —               |
| 特輯 | 特輯                           | 2024年1月18日  | 0.4%             | —                | —                  | —                  | —               |

### 人氣
韓國蓋洛普調查1000名18歲以上的韓國民眾，《優雅的帝國》獲得1.2%的支持度，位居2023年8月「喜愛的放送影像節目」第20名；9月獲得1.8%的支持度，較8月上升了14名，排行第6名；10月維持1.8%的支持度，但排行下跌至第8名，與KBS 2TV週末劇《孝心的家各自為生》、TV朝鮮《Mr. Lotto》、KBS 2TV《兩天一夜》第4季等3個節目並列；11月憑1.9%的支持度，排行回升至第6名；12月喜好度下跌至1.6%，和《咣噹啷啷家族》並列，維持第6名的成績。2024年1月，喜好度回升至1.9%，但排行下跌至第9名，與tvN節目《赤裸的世界史》並列。
《優雅的帝國》開播當週（8月第2週），金鎮祐、韓智婉、李尚寶、孫星允、姜律依序位居演員提及量第15、16、19、22、23名。金鎮祐於8月第3週爬升至第13名；韓智婉、姜律則分別於12月第4週爬升至第12、19名。
| 週次      | TV搜尋反應 （電視劇） | TV搜尋反應 （電視劇） | 電視劇 網路反應排名 |
| 週次      | 佔有率                | 排名                  | 電視劇 網路反應排名 |
| --------- | --------------------- | --------------------- | ------------------- |
| 8月第2週  | —                     | 11                    | 7                   |
| 8月第3週  | 2.77%                 | 10                    | 12                  |
| 8月第4週  | —                     | —                     | —                   |
| 8月第5週  | —                     | —                     | 13                  |
| 9月第1週  | —                     | —                     | —                   |
| 9月第2週  | —                     | —                     | —                   |
| 9月第3週  | —                     | —                     | —                   |
| 10月第1週 | —                     | 14                    | —                   |
| 10月第2週 | 6.14%                 | 6                     | —                   |

| 月份   | 8  | 8  | 8  | 8  | 9  | 9  | 9  | 10 | 10 | 10 | 11 | 11 | 11 | 11 | 11 | 12 | 12 | 12 | 12 |
| 週次   | 2  | 3  | 4  | 5  | 1  | 2  | 3  | 2  | 3  | 4  | 1  | 2  | 3  | 4  | 5  | 1  | 2  | 3  | 4  |
| ------ | -- | -- | -- | -- | -- | -- | -- | -- | -- | -- | -- | -- | -- | -- | -- | -- | -- | -- | -- |
| 金鎮祐 | 9  | 8  | 13 | 17 | 8  | 14 | 18 | —  | —  | —  | —  | —  | —  | —  | —  | 28 | 29 | 27 | 26 |
| 李尚寶 | 11 | 22 | —  | —  | 23 | 25 | 23 | 29 | 29 | 29 | 26 | 30 | —  | 28 | 29 | 25 | 24 | 22 | 23 |
| 姜律   | 12 | —  | 28 | 24 | 11 | 24 | 22 | 26 | 23 | 26 | 29 | 29 | 27 | 20 | 19 | 16 | 19 | 15 | 11 |

| 月份   | 8  | 8  | 8  | 8  | 9  | 9  | 9  | 10 | 10 | 10 | 11 | 11 | 11 | 11 | 11 | 12 | 12 | 12 | 12 |
| 週次   | 2  | 3  | 4  | 5  | 1  | 2  | 3  | 2  | 3  | 4  | 1  | 2  | 3  | 4  | 5  | 1  | 2  | 3  | 4  |
| ------ | -- | -- | -- | -- | -- | -- | -- | -- | -- | -- | -- | -- | -- | -- | -- | -- | -- | -- | -- |
| 韓智婉 | 7  | 6  | 12 | 8  | 9  | 14 | 17 | 14 | 13 | 14 | 22 | 16 | 16 | 14 | 17 | 11 | 13 | 10 | 7  |
| 孫星允 | 11 | 12 | 14 | 10 | 11 | 17 | 19 | 18 | 17 | 18 | 21 | 19 | 21 | 18 | 13 | 15 | 15 | 13 | 12 |

### 獎項
| 獎項        | 日期           | 獎項                      | 入圍者 | 結果 | 參              |
| ----------- | -------------- | ------------------------- | ------ | ---- | --------------- |
| KBS演技大賞 | 2023年12月31日 | 日日電視劇部門 女子優秀賞 | 孫星允 | 提名 | [ 391 ] [ 392 ] |
| KBS演技大賞 | 2023年12月31日 | 日日電視劇部門 女子優秀賞 | 韓智婉 | 提名 | [ 391 ] [ 392 ] |
| KBS演技大賞 | 2023年12月31日 | 日日電視劇部門 男子優秀賞 | 李時剛 | 獲獎 | [ 391 ] [ 392 ] |

## 外部連結
- 官方网站 
- Daum上《優雅的帝國》的資料
- NAVER上《優雅的帝國》的資料